# 川澄綾子
川澄 綾子（かわすみ あやこ、1976年3月30日 - ）は、日本の女性声優、ナレーター、歌手。大沢事務所所属。東京都出身。

## 来歴

### 生い立ち
中学生の頃から役者になりたいと思っており、映画、舞台が好きであった。中学・高校時代はブラスバンド部、合唱部のピアノ伴奏を担当していたが、「自分を表現するのはピアノじゃない!」のような思いがあった。中学時代は演劇部にも所属しており、その頃から芝居が好きだった。高校2年生で「やっぱりお芝居がやりたい!」と思っていた時、偶然バラエティ番組『はなきんデータランド』の年末アニメスペシャルを見て声優に興味を持った。
高校2年生の時、進路を決めるのに迷っており、「役者になりたい。音大には行きたくない」と言って両親を騒然とさせていたという。猛反対され、「今まで音大目指してピアノを練習してきたのに、何を寝呆けたことを。大学を出たら好きなことをしていいが、それまではダメ」と言われ、「確かにそうだなあ」と思い、東邦音楽短期大学に進学。

### キャリア
1996年のSME声優オーディションで代々木アニメーション学院賞を受賞。同音楽短期大学卒業後、声優の勉強を始めて、1997年、TBS系アニメ『逮捕しちゃうぞ』第33話にて、婦警D役でアニメデビューを果たす。
その後、『RAVE』のエリー/リーシャ・バレンタイン、『雪の女王』のゲルダ、『Fateシリーズ』のセイバー、『のだめカンタービレ』の野田恵など数多くのメインキャラクターを演じている。

## 人物
愛称は公募で決まった「あやちー」。その他では「綾ちゃん」、「綾ねぇ」 など幾つか存在している。小学生の時の呼び名は「あっちゃん」だった。
3歳よりピアノを習い始めており、ファーストアルバム『Primary』では、ヴォーカル5曲とインストゥルメンタル5曲全ての作詞・作曲を手がけた。当時、その才能に気付いた周囲は、専門的なピアノ教育を受けさせており、毎日2時間ピアノの練習、週2回はレッスンに通っていた。楽しかったのか正直覚えていないが、「自分でも将来はピアノの先生になるんだ」と思っていた。また『PIANO』では主演声優のみに留まらず、音楽スタッフとして作中BGMを数曲製作している。アニメ版オープニングテーマ『...to you』の作曲、演奏も行っている。『のだめカンタービレ』においても、主演声優のみならず、2007年2月に開催された「のだめオーケストラコンサート」にゲスト出演して、川澄が声を演じるのだめ（野田恵）が作詞・作曲した「おなら体操」の弾き語りを行っている。アニメ『のだめカンタービレ』オープニングテーマとして SUEMITSU & THE SUEMITH の『Allegro Cantabile e.p.』の、1曲目に収録されている「The Time "SUEMITSU" Met "NODAME"」は、ベートーヴェンのピアノ・ソナタ第8番「悲愴」第2楽章をバックサウンドに、『のだめカンタービレ』主人公の野田恵（演：川澄綾子）とのコラボレーションというユニークなトラックに仕上がっている。2007年2月21日発売の『「のだめオーケストラ」STORY!』のDisc2の1曲目にアニメ版のだめ役の川澄によるものが収録されている。
『星界の紋章』で、ラフィール役のオーディションは長期にわたり行われたがなかなか決定せず、100人以上の中から川澄が選ばれた。
TBSアニメフェスタ2010で出演回数ランキング1位で、TBSのアニメーションに多大な貢献をしたことを称えて感謝状と記念品が贈呈された。
近眼で普段はコンタクトレンズだが、稀に眼鏡を掛けた顔写真が雑誌やウェブサイトに掲載されている。
座右の銘は「人間万事塞翁が馬」。

### 趣味・嗜好
学生時代から『ジョジョの奇妙な冒険』のファンであり、東京で開催されたジョジョ展にはアニメ版の共演者である興津和幸、大川透らと一緒に来場した。
猫好きである。
料理好きで作るだけでなく、人に振る舞うのも楽しみだという。能登麻美子や生天目仁美、大原さやか など、多くの声優にも料理を教えている。
トマトが好物で「目が無い」という。
いわゆるギャルゲーに声をあてる一方で、自身もよくプレイするという。好きなミュージシャンはフリッパーズ・ギター、RADWIMPS。
スキューバダイビングのライセンスを取得しており、まとまった休みが取れた時は世界各国へ潜りに行く。
野球観戦が好き。きっかけは友人の親がヤクルトの株主で、定期的にチケットを分けてくれたこと。練習場で出待ちをして古田敦也選手と写真を撮ってもらったことがある。
食べられないものはメロン。嫌いな食べ物はあんこ

### 交友関係
所属事務所の後輩である能登麻美子から慕われている。プライベートでも2人だけでカラオケや北海道などに旅行に行くこともある。また、同じ事務所であり同じく能登麻美子を慕う渡辺明乃とも親交が深く、渡辺の「よくまーたんを取り合っている仲です」というコメントにも応じていた。渡辺とはお互い猫好きであり、ねこあつめを勧められる。
千葉紗子は川澄のマンションによく出入りしていた時期があり、その当時は川澄曰く「両親より多く家に来てる」と語っていたほどである。また、特に生天目が川澄の家によく料理を食べに来るとのことで、食べたい料理をリクエストするほどであり、川澄宅で晩ご飯を食べよう企画では佐藤利奈と川澄宅を訪れた。釘宮理恵も仕事終わりに川澄の料理を食べに来る時があるとのことである。
『ゼーガペイン』で共演した花澤香菜は、アフレコ経験が浅かったため、現場では川澄から技術面でのアドバイスを受けた。のちに花澤が大沢事務所に移籍したこともあり、先輩後輩の関係となっている。アニメ『苺ましまろ』で共演した生天目仁美・千葉紗子・折笠富美子、前述の能登と『ましまろ会』という親睦会を結成して親交を深めた。
松岡由貴や伊藤静とも親交が深く、伊藤のブログに出たり食事に行くなどしている。
『まほろまてぃっく』や『この醜くも美しい世界』、『怪物王女』で姉妹役を演じた清水愛からは、プライベートでも「お姉ちゃん」と呼ばれ、慕われている。大浦冬華とも仲が良く、猫好き仲間であり、食事したりや旅行もするという。大原さやかからは、綾ちゃん、あやちーと呼ばれ、大原のブログ「さやかの業務日誌」では、度々名前が載る親しい間柄である。
保志総一朗、ゆかなとは声優としてデビューする以前から面識があり、中田譲治のことは「ジョーおじさん」と呼んで慕っている。
興津和幸とは『れでぃ×ばと!』、『ジョジョの奇妙な冒険』で興津が主人公、川澄がヒロイン役で共演しており、興津は『れでぃ×ばと!』の時は、当時は原作が完結していなかったため、アニメでも決着がつかず、『ジョジョの奇妙な冒険』で共演できたことが少し嬉しかったと語っている。

## 出演
太字はメインキャラクター。

### テレビアニメ
1997年
- 逮捕しちゃうぞ（婦警D）

1998年
- 頭文字D（1998年 - 2004年、茂木なつき） - 3シリーズ
- Weiß kreuz（紗耶香）
- serial experiments lain（岩倉美香）
- 星方武侠アウトロースター（メルフィナ）
- DTエイトロン（フィア）
- どっきりドクター（池田秀子、看護婦、女子生徒、ショク、看護婦）
- 南海奇皇（清家絢）
- プリンセスナイン 如月女子高野球部（東ユキ）
- VISITOR（望月リラ）
- まもって守護月天!（離珠）

1999年
- A.D.POLICE（宮野恭子）
- 課長王子（リンコ）
- クレヨンしんちゃん（1999年 - 2025年、酢乙女あい）
- GTO（野村朋子、泉尚子、アナウンサー、若妻、女子、バーガーショップの女店員）
- 星界の紋章（ラフィール）
- セラフィムコール（松本くるみ）
- 仙界伝・封神演義（神鷹）
- 天使になるもんっ!（サーラ）
- ToHeart（1999年 - 2004年、神岸あかり、神岸ひかり） - 2シリーズ
- よいこ（亜美留）

2000年
- 妖しのセレス（来間千鳥）
- アルジェントソーマ（オペレーター、ジョオン）
- 学校の怪談（トイレの花子さん）
- ゲートキーパーズ（生沢ルリ子）
- 週刊ストーリーランド（セーラ）
- 星界の紋章 特別編 / 誕生（ラフィール）
- 星界の戦旗（2000年 - 2001年、ラフィール） - 2シリーズ
- NieA 7（茅ヶ崎まゆ子）
- Bビーダマン爆外伝V（シスターボン）
- 女神候補生（カズヒ・ヒクラ）
- 六門天外モンコレナイト（波を纏う天使、見聞者ポケット）

2001年
- おとぎストーリー 天使のしっぽ（2001年 - 2003年、カメのアユミ） - 2シリーズ
- 機動天使エンジェリックレイヤー（斉藤楓）
- こみっくパーティー（神岸あかり）
- ジーンシャフト（ドルチェ・サイトウ、チャチャ、アナウンス）
- シスター・プリンセス（千影）
- 星界の戦旗 特別編（ラフィール）
- ゾイド新世紀スラッシュゼロ（リノン・トロス）
- 破邪巨星Gダンガイオー（海潮真波）
- まほろまてぃっく（2001年 - 2009年、安藤まほろ、マシュー） - 2シリーズ + 特別編
- 無敵王トライゼノン（クララ・クォーヴァース）
- RAVE（エリー、ハル・グローリー〈少年時代〉）

2002年
- 藍より青し（2002年 - 2003年、桜庭葵） - 2シリーズ
- おねがい☆ティーチャー（縁川小石）
- Kanon（2002年 - 2007年、美坂香里） - 2シリーズ
- シスター・プリンセス RePure（千影）
- 東京アンダーグラウンド（ジルハーツ・ミセット）
- 東京ミュウミュウ（ジャクリーヌ）
- PIANO（野村美雨）
- ぷちぷり*ユーシィ（エルミナ）
- ラーゼフォン（紫東恵）

2003年
- E'S OTHERWISE（瑠璃）
- おねがい☆ツインズ（縁川小石）
- スクラップド・プリンセス（ウイニア・チェスタ）
- セイント・ビースト〜聖獣降臨編〜（カメのアユミ）
- .hack//黄昏の腕輪伝説（ほたる）
- ぽぽたん（うなぎ）

2004年
- GIRLSブラボー（ミハル・セナ・カナカ）
- 神無月の巫女（姫宮千歌音）
- くじびきアンバランス（如月香澄）
- KURAU Phantom Memory（天箕クラウ）
- げんしけん（2004年 - 2007年、大野加奈子） - 2シリーズ
- この醜くも美しい世界（ヒカリ）
- サムライチャンプルー（フウ）
- ニニンがシノブ伝（不知火楓）

2005年
- あたしンち（エミコ）
- 撲殺天使ドクロちゃん（水上静希）
- 苺ましまろ（桜木茉莉）
- おくさまは女子高生（小野原麻美）
- ガンパレード・オーケストラ（榊理名）
- ギャラリーフェイク（サラ・ハリファ）
- Canvas2 〜虹色のスケッチ〜（鳳仙アンナ）
- 今日からマ王!（オンディーヌ）
- 銀盤カレイドスコープ（桜野タズサ）
- 極上生徒会（飛田小百合）
- これが私の御主人様（杉田多可美）
- 地獄少女（田村美沙里）
- 灼眼のシャナ（2005年 - 2012年、吉田一美） - 3シリーズ
- スターシップ・オペレーターズ（間宮リオ）
- それいけ!アンパンマン（2005年 - 2023年、あおば姫〈2代目〉、カカオくん〈2代目〉、ドレミ姫〈3代目〉、チャッピー、パジャマン〈代役〉、ロコちゃん、キララちゃん〈5代目〉、カラコちゃん〈代役〉、コカブくん、ローズヒップちゃん〈2代目〉、マゴマジョ〈2代目〉、コネギくん〈2代目〉）
- ドラえもん（テレビ朝日版第2期）（2005年 - 2009年、少女、リア）
- トリニティ・ブラッド（10年前のカテリーナ）
- ふしぎ星の☆ふたご姫（2005年 - 2006年、エルザ）
- ブラックジャック（ミチル）
- ぺとぺとさん（前田カンナ）
- ほとり〜たださいわいを希う。〜（ほとり）
- 勇者王ガオガイガーFINAL GRAND GLORIOUS GATHERING（パピヨン・ノワール）
- 雪の女王（ゲルダ）

2006年
- エンジェル・ハート（茅野夢）
- ゼーガペイン（ミサキ・シズノ〈三崎紫雫乃〉）
- ゼロの使い魔（2006年 - 2012年、アンリエッタ・ド・トリステイン） - 4シリーズ
- 奏光のストレイン（セーラ・ウィーレック）
- ツバサ・クロニクル（鈴蘭）
- .hack//Roots（ウール）
- Fate/stay night（2006年、セイバー）
- ふしぎ星の☆ふたご姫 Gyu!（2006年 - 2007年、エルザ）
- xxxHOLiC（蘭）
- 夢使い（三島塔子）
- らぶドル 〜Lovely Idol〜（日渡あや）

2007年
- 怪物王女（姫〈リリアーヌ〉）
- キミキス pure rouge（川田知子）
- 京四郎と永遠の空（かおん）
- CLAYMORE（エレナ）
- 月面兎兵器ミーナ（西羽すみれ / 師走ミーナ）
- しおんの王（安岡紫音）
- シャイニング・ティアーズ・クロス・ウィンド（ブランネージュ、クララクラン）
- 神曲奏界ポリフォニカ（ツゲ・ユフィンリー）
- スカイガールズ（桜野音羽）
- スカルマン（間宮霧子）
- ZOMBIE-LOAN（小梅）
- D.Gray-man（ソフィア）
- のだめカンタービレ（2007年 - 2010年、野田恵） - 3シリーズ
- ひとひら（一ノ瀬野乃）
- ぽてまよ（夏みかん）
- もっけ（檜原静流）
- ロミオ×ジュリエット（エミリア）

2008年
- RD 潜脳調査室（ホロン、オペレーター）
- かのこん（源ちずる）
- 狂乱家族日記（Dr.ヘル）
- 黒執事（2008年 - 2010年、少女 / ヴィクトリア女王） - 2シリーズ
- ケメコデラックス!（小林ふみ子）
- スキップ・ビート!（松内瑠璃子）
- 戦争童話 キクちゃんとオオカミ（キクちゃん）
- チョロQデッキシステム Qファイターズ!（愛野チョコ）
- To LOVEる -とらぶる-（2008年 - 2015年、天条院沙姫） - 4シリーズ
- まかでみ・WAっしょい!（エーネウス）

2009年
- あたしンち（おとよ）
- クイーンズブレイド（2009年 - 2012年、レイナ、マリア） - 3シリーズ
- こばと。（水橋なつき）
- 神曲奏界ポリフォニカ クリムゾンS（ツゲ・ユフィンリー）
- 07-GHOST（シスター・アテナ）
- 戦う司書 The Book of Bantorra（シロン＝ブーヤコーニッシュ）
- 鉄腕バーディー DECODE:02（各務翔子）
- デュエル・マスターズ クロス（まもる）
- とある魔術の禁書目録（2009年 - 2019年、ローラ＝スチュアート） - 3シリーズ
- ドルアーガの塔 〜the Sword of URUK〜（キリエ）
- PandoraHearts（アリス）
- 初恋限定。（不動宮すみれ）
- バトルスピリッツ 少年激覇ダン（2009年 - 2010年、ヴィオレ魔ゐ、美女）
- ハヤテのごとく!!（少女）
- ファイト一発!充電ちゃん!!（レーカ・ガルヴァーニ）
- ポケットモンスター ダイヤモンド&パール（2009年 - 2010年、ウララ）
- マリア様がみてる 4thシーズン（細川夕子）

2010年
- オオカミさんと七人の仲間たち（鶴ヶ谷おつう）
- 会長はメイド様!（鮎沢美奈子）
- 銀魂（2010年 - 2018年、外道丸） - 3シリーズ
- ケロロ軍曹乙（マヤ・ポポル）
- COBRA THE ANIMATION（妖精エリス）
- 侵略!イカ娘（2010年 - 2011年、常田鮎美〈偽イカ娘〉） - 2シリーズ
- 聖痕のクェイサー（2010年 - 2011年、辻堂美由梨） - 2シリーズ
- 閃光のナイトレイド（ナレーション、遊佐静音 / 預言者）
- バトルスピリッツ ブレイヴ（2010年 - 2011年、紫乃宮まゐ / ヴィオレ魔ゐ）
- れでぃ×ばと!（彩京朋美）

2011年
- GOSICK -ゴシック-（アナスタシア）
- SKET DANCE（幼なじみ）
- ダンタリアンの書架（エステラ・リルバーン）
- Dororonえん魔くん メ〜ラめら（ハルミ）
- バクマン。（2011年 - 2013年、蒼樹紅、nobuo） - 3シリーズ
- 緋弾のアリア（ジャンヌ・ダルク〈デュランダル〉）
- ファイ・ブレイン 神のパズル（塔野マドカ）
- FAIRY TAIL（マール）
- Fate/Zero（2011年 - 2012年、セイバー） - 2シリーズ
- BLOOD-C（古きもの）
- 僕は友達が少ない（藤林あかり）
- ロウきゅーぶ!（2011年 - 2013年、野火止初恵） - 2シリーズ

2012年
- アクセル・ワールド（パド〈ブラッド・レパード〉）
- AKB0048（2012年 - 2013年、10代目 秋元才加） - 2シリーズ
- ガールズ&パンツァー（ケイ）
- 機動戦士ガンダムAGE（イリシャ・ムライ、レッシー・アドネル）
- この中に1人、妹がいる!（瀬利吏沙）
- さくら荘のペットな彼女（リタ・エインズワース）
- ジョジョの奇妙な冒険（エリナ・ペンドルトン / エリナ・ジョースター）
- TARI TARI（田中晴香）
- ハイスクールD×D（スーザン）

2013年
- 境界の彼方（名瀬泉）
- きんいろモザイク（白川湊）
- ハヤテのごとく! Cuties（天王州アテネ）
- Fate/kaleid liner プリズマ☆イリヤ（2013年 - 2015年、セイバー、アナウンス） - 2シリーズ
- 機巧少女は傷つかない（アヴリル）

2014年
- 愛・天地無用!（栗原有漢）
- 甘城ブリリアントパーク（モッフル）
- ウィッチクラフトワークス（多華宮小町）
- 月刊少女野崎くん（都ゆかり）
- Z/X IGNITION（ベガ）
- selector infected WIXOSS（花代、紅林遊月）
- selector spread WIXOSS（紅林遊月〈花代〉）
- ソードアート・オンライン シリーズ（2014年 - 2019年、安岐ナツキ） - 3シリーズ
- テラフォーマーズ（秋田奈々緒）
- ピンポン THE ANIMATION（百合枝）
- 風雲維新ダイ☆ショーグン（服部霧子）
- 名探偵コナン（2014年 - 2020年、白河千春、嘉悦香苗）
- Fate/stay night [Unlimited Blade Works]（2014年 - 2015年、セイバー） - 2シリーズ
- 龍ヶ嬢七々々の埋蔵金（今生霞）

2015年
- アイカツ！（ここね母）
- 暗殺教室（雪村あぐり）
- 終わりのセラフ（三宮葵）
- 艦隊これくしょん -艦これ-（大淀）
- 食戟のソーマ（2015年 - 2020年、水原冬美） - 3シリーズ
- 探偵歌劇 ミルキィホームズ TD（プロデューサーさん）
- デス・パレード（真智子）

2016年
- 境界のRINNE（的場ナツミ）
- ぐだぐだオーダー（アルトリア先輩）
- 競女!!!!!!!!（坂城真夜）
- 装神少女まとい（春夏・ルシエラ）
- ViVid Strike!（イクスヴェリア）
- Fate/Grand Order -First Order-（フォウ、アルトリア・ペンドラゴン〔オルタ〕）
- 魔法つかいプリキュア!（2016年 - 2025年、ロレッタ、アイルの母） - 2シリーズ
- 無彩限のファントム・ワールド（女将）

2017年
- ソード・オラトリア ダンジョンに出会いを求めるのは間違っているだろうか外伝（リヴェリア・リヨス・アールヴ）
- 夏目友人帳（2017年 - 2024年、笹後〈2代目〉） - 2シリーズ
- Fate/Apocrypha（アーサー王 / アルトリア）
- 18if（イブ）

2018年
- 刀使ノ巫女（ナレーション、折神朱音）
- ゆるキャン△（2018年 - 2021年、お茶のお姉さん） - 2シリーズ
- ヴァイオレット・エヴァーガーデン（クラーラ・マグノリア）
- Caligula -カリギュラ-（美笛の母親）
- Lostorage conflated WIXOSS（花代）
- 鹿楓堂よついろ日和（林朝子）
- こみっくがーるず（翼の母）
- ラストピリオド -終わりなき螺旋の物語-（三波なつみ）
- 魔法少女サイト（長月雹花）
- はたらく細胞（2018年 - 2021年、マスト細胞〈肥満細胞〉） - 2シリーズ
- 遊☆戯☆王VRAINS（2018年 - 2019年、アクア）
- 俺が好きなのは妹だけど妹じゃない（千影）
- メルクストーリア -無気力少年と瓶の中の少女-（ユウの母）

2019年
- スター☆トゥインクルプリキュア（2019年 - 2020年、おうし座のプリンセス）
- バミューダトライアングル 〜カラフル・パストラーレ〜（エーデル）
- ぼくたちは勉強ができない（唯我花枝） - 2シリーズ
- ゾイドワイルド（グラニュー）
- 炎炎ノ消防隊（2019年 - 2020年、万里日下部〈森羅の母〉） - 2シリーズ
- キャロル&チューズデイ（オリヴィア）
- Dr.STONE（2019年 - 2023年、硫酸〈リューさん〉） - 2シリーズ
- ロード・エルメロイII世の事件簿 -魔眼蒐集列車 Grace note-（円卓議決）
- Fate/Grand Order -絶対魔獣戦線バビロニア-（2019年 - 2020年、フォウ）
- 超人高校生たちは異世界でも余裕で生き抜くようです!（林檎の母）
- 星合の空（凛太朗の母）
- GRANBLUE FANTASY The Animation Season 2（リーシャ）

2020年
- 恋する小惑星（真中詩織）
- ミュークルドリーミー（2020年 - 2021年、ことこ母） - 2シリーズ
- プリンセスコネクト!Re:Dive（2020年 - 2022年、ジュン） - 2シリーズ
- ド級編隊エグゼロス（シミ蟲）
- 魔王学院の不適合者 〜史上最強の魔王の始祖、転生して子孫たちの学校へ通う〜（シーラ）
- アサルトリリィ BOUQUET（川添美鈴）
- 安達としまむら（しまむら母）
- ダンジョンに出会いを求めるのは間違っているだろうか シリーズ（2020年 - 2025年、リヴェリア・リヨス・アールヴ） - 2シリーズ
- 神様になった日（佐藤五十鈴）
- ぐらぶるっ!（リーシャ）

2021年
- ゲキドル（瑠川梓）
- 転生したらスライムだった件（2021年 - 2024年、ベレッタ） - 2シリーズ
- かぎなど（2021年 - 2022年、美坂香里） - 2シリーズ

2022年
- CUE!（千紗の姉）
- 乙女ゲー世界はモブに厳しい世界です（リュース）
- RWBY 氷雪帝国（ウィンター・シュニー）
- ふしぎ駄菓子屋 銭天堂（里村佳奈）
- 後宮の烏（謝妃）
- 「艦これ」いつかあの海で（2022年 - 2023年、大淀、磯風）
- クールドジ男子（2022年 - 2023年、白川）

2023年
- スパイ教室（紅炉） - 2シリーズ
- パズドラ（2023年 - 2024年、ソガイルノカ）
- トモちゃんは女の子!（群堂みさき）
- 痛いのは嫌なので防御力に極振りしたいと思います。2（ベルベット）
- 東京ミュウミュウ にゅ〜♡（白金の母）
- ホリミヤ -piece-（仙石の母 / 仙石こずえ）
- 16bitセンセーション ANOTHER LAYER（下田かおり、セイバー）
- 帰還者の魔法は特別です（プリシーラ・ハイシルカイト）
- 暴食のベルセルク（アイシャ・ハート）
- 魔法使いの嫁 SEASON2（冬の女神 / モリガン）
- 遊☆戯☆王ゴーラッシュ!!（2023年 - 2025年、籠たま子〈バスケゴール子〉）
- とあるおっさんのVRMMO活動記（カレン）
- ひきこまり吸血姫の悶々（ユーリン）

2024年
- 月刊モー想科学（やすこ）
- アンデッドアンラック（明の母）
- 転生貴族、鑑定スキルで成り上がる（ソフィア・ローベント） - 2シリーズ
- Lv2からチートだった元勇者候補のまったり異世界ライフ（第一王女）
- Unnamed Memory（2024年 - 2025年、ルクレツィア、ルチア） - 2シリーズ
- 声優ラジオのウラオモテ（千佳の母）
- となりの妖怪さん（坂木すず）
- かつて魔法少女と悪は敵対していた。（ベラトリックス）
- なぜ僕の世界を誰も覚えていないのか?（アスラソラカ）
- 異世界失格（ラパーマ）
- 村井の恋（平井みどり）

2025年
- Sランクモンスターの《ベヒーモス》だけど、猫と間違われてエルフ娘の騎士として暮らしてます（レオナ）
- 天久鷹央の推理カルテ（冬本淳）
- 公女殿下の家庭教師（リサ・リンスター）
- SAKAMOTO DAYS（水野）

### 劇場アニメ
2000年
- ああっ女神さまっ（モルガン）
- クレヨンしんちゃん 嵐を呼ぶジャングル（酢乙女あい）

2001年
- 劇場版 頭文字D Third Stage（茂木なつき）

2003年
- ラーゼフォン 多元変奏曲（紫東恵）

2006年
- クレヨンしんちゃん 伝説を呼ぶ 踊れ!アミーゴ!（酢乙女あい）
- ブレイブ ストーリー（謎の少女）

2007年
- 劇場版 キノの旅-the Beautiful World- 病気の国─For you─（イナーシャ）
- 劇場版 灼眼のシャナ（吉田一美）

2010年
- いばらの王 -King of Thorn-（ローラ・オーエン）
- 銀幕ヘタリア Axis Powers Paint it, White（白くぬれ!）（ピクト姫）
- 劇場版 Fate/stay night UNLIMITED BLADE WORKS（セイバー）

2012年
- ストライクウィッチーズ 劇場版（ハインリーケ・プリンツェシン・ツー・ザイン・ウィトゲンシュタイン）

2013年
- 劇場版 とある魔術の禁書目録 -エンデュミオンの奇蹟-（ローラ＝スチュアート）
- Fate/ゼロカフェ（セイバー）

2014年
- パロルのみらい島（リコット）

2015年
- 劇場版 境界の彼方 -I'LL BE HERE-（名瀬泉）
- ガールズ&パンツァー 劇場版（ケイ）

2016年
- アクセル・ワールド INFINITE∞BURST（掛居美早 / ブラッド・レパード）
- 劇場版 艦これ（大淀）
- ゼーガペインADP（ミサキ・シズノ / イェル）

2017年
- 劇場版 Fate/stay night [Heaven's Feel] I - III（2017年 - 2020年、セイバー / セイバーオルタ） - 3作品

2018年
- 劇場版 夏目友人帳 〜うつせみに結ぶ〜（笹後）

2020年
- 泣きたい私は猫をかぶる（水谷薫）
- 劇場版 ヴァイオレット・エヴァーガーデン（クラーラ・マグノリア）
- 劇場版 Fate/Grand Order -神聖円卓領域キャメロット- / -冠位時間神殿ソロモン-（2020年 - 2021年、獅子王、フォウ） - 3作品

2021年
- 劇場版 少女☆歌劇 レヴュースタァライト（ひかりの母）
- 劇場版 きんいろモザイク Thank You!!（白川湊）

2024年
- クレヨンしんちゃん オラたちの恐竜日記（酢乙女あい）
- ゼーガペインSTA（ミサキ・シズノ）

### OVA
1997年
- エルフ版 下級生 あなただけを見つめて…（女生徒B）
- 闘神都市II（雫姫）

1998年
- スターライトスクランブル 恋愛候補生（岸波めぐみ）

1999年
- 快刀乱麻 THE ANIMATION（魔由羅）
- とっとこハム太郎 アニメでちゅ!（なつみちゃん）

2000年
- sin THE MOVIE（エリス・マリー・スチュアート）
- 天使禁猟区（無道紗羅）
- 伝心 まもって守護月天!（離珠）
- 勇者王ガオガイガーFINAL（パピヨン・ノワール）
- 同級生2（機内アナウンス）

2001年
- うさぎちゃんでCue!!（観月深紅）
- ONE 〜輝く季節へ〜（長森瑞佳）

2002年
- 頭文字D BATTLE STAGE（茂木なつき）
- Kanon（美坂香里）※DVD全巻購入特典
- ナコルル〜あのひとからのおくりもの〜 郷里之畏友編（マナリ）

2003年
- 藍より青し〜縁〜最愛（桜庭葵）
- 機甲兵団J-PHOENIX PF リップス小隊（リサ・イワサキ）

2004年
- 蒼い海のトリスティア（ナノカ・フランカ）
- 頭文字D to the Next Stage 〜プロジェクトDへ向けて〜（茂木なつき）

2005年
- 星界の戦旗III（ラフィール）
- 撲殺天使ドクロちゃん（水上静希）
- V・B・ローズ（大原ひばり）※『花とゆめ』2005年 応募者全員サービス

2006年
- GUNDAM EVOLVE../9 MSZ-006 Z-GUNDAM（レッド・スネーク〈ユウリ・アジッサ〉）
- 灼眼のシャナSP「恋と温泉の校外学習!」（吉田一美）
- スカイガールズ（桜野音羽）
- 大魔法峠（姉御）

2007年
- 苺ましまろ Original Video Animation（桜木茉莉）
- .hack//G.U. Returner（アトリ）
- 撲殺天使ドクロちゃん2（水上静希、われめ姫）

2008年
- シャイナ・ダルク 〜黒き月の王と蒼碧の月の姫君〜（ノエル・D・ビュッシュ）
- .hack//G.U. TRILOGY（アトリ）
- やなせたかしメルヘン劇場 ほしのこルンダ（クリスタ姫 / イガグリラ）

2009年
- かのこん 〜真夏の大謝肉祭〜（源ちずる）
- 灼眼のシャナS（吉田一美）
- To LOVEる -とらぶる- OVA（天条院沙姫）※コミックス第13 - 16巻限定版に付属
- のだめカンタービレ Lesson79（野田恵）

2010年
- エア・ギア 黒の羽と眠りの森 -Break on the sky-（シムカ）
- クイーンズブレイド 美しき闘士たち（レイナ）
- のだめカンタービレ 特別番外編 漫画24巻限定版（野田恵）
- To LOVEる -とらぶる- OVA（天条院沙姫） - コミックス第17巻限定版に付属

2011年
- カーニバル・ファンタズム（セイバー、セイバーライオン）
- 会長はメイド様!（鮎沢美奈子） - DVD＆Blu-ray第10巻新作特別エピソード
- ゼクトバッハ オリジナルアニメーション 第1章 シャムシールの舞（ラファ）

2012年
- アクセル・ワールド -銀翼の覚醒-（パド〈ブラッド・レパード〉）
- ショコラの魔法（木下さやか）※『ちゃお』2012年9月号付録DVD
- 侵略!!イカ娘 2012 SUMMER（常田鮎美） - コミックス12巻限定版付属

2013年
- 機動戦士ガンダムAGE MEMORY OF EDEN（イリシャ・ムライ）
- FAIRY TAIL × RAVE（エリー）

2014年
- テラフォーマーズ「バグズ2号編」（秋田奈々緒）
- ハヤテのごとく!（天王州アテネ） - コミックス第43巻特別版付属

2016年
- クイーンズブレイド グリムワール（レイナ）
- クビキリサイクル 青色サヴァンと戯言遣い（伊吹かなみ）

2017年
- Landreaall（ディア） - コミックス29巻限定版付属
- ViVid Strike!（イクスヴェリア） - 第4巻
- ガールズ&パンツァー 最終章（2017年 - 2021年、ケイ）

2019年
- ストライク・ザ・ブラッド（2019年 - 2022年、ジャーダ・ククルカン） - 3シリーズ

2020年
- 刀使ノ巫女 刻みし一閃の燈火（折神朱音）

2021年
- Fate/Grand Carnival（アルトリア・ペンドラゴン / アルトリア・ペンドラゴン〔リリィ〕、アルトリア・キャスター、謎のネコX）

2023年
- OVA アズールレーン Queen's Orders（キングジョージV）

### Webアニメ
- あずまんがWeb大王（2000年、春日歩）
- Xenosaga II to III a missing year〜U.M.N.に封印されし真実の断片〜（2006年、アルマデル）
- Be Rockin'（2006年、カオリ[145]）
- スーパーショートコミックス（2015年、鈴木さん[146]）
- ちっちゃな精霊の守り人（2016年、コバルサ）
- モンスターストライク（2017年、ミロク[147]）
- 衛宮さんちの今日のごはん（2018年 - 2019年、セイバー[148]）
- Fate/Grand Order -絶対魔獣戦線バビロニア- Episode 0 Initium Iter（フォウ）
- バトルスピリッツ サーガブレイヴ（2019年 - 2020年、紫乃宮まゐ[149]）
- レベッカ（2020年、エンマ・ジェーン[150]）
- Fate/Grand Order 藤丸立香はわからない（2022年 - 2025年、フォウ、アルトリア・ペンドラゴン、アルトリア・キャスター、謎のヒロインX、謎のヒロインX〔オルタ〕、聖剣の人 / レディ・アヴァロン、アン・ボニー） - 3シリーズ + 特別編2作品[一覧 42]

### ゲーム
1997年
- 央華封神 〜央華咲きし刻〜（晃桃華）
- ときめきメモリアル ドラマシリーズ vol.1 虹色の青春（女2）
- スーパーリアル花札 恋こいしましょ2（夏目由加梨）

1998年
- ウィザーズハーモニーR（ミュン＝フォレスト）
- エアガイツ（鬼子母神陽子）
- クロス探偵物語（広川千絵里）
- サウザンドアームズ（パルマ・エスターテ）
- ザ・キング・オブ・ファイターズ京（草薙葵）
- スターライトスクランブル 恋愛候補生（岸波めぐみ）
- NOëL 3（アリス2号、たらふく）
- ぽっぷんぽっぷ（小夜、ちゃっくん&ミスちゃっくん、ティキ&ピューピュー、雷さん）
- ラブリーポップ2in1 雀じゃん恋しましょ（夏目由加梨）

1999年
- いつか、重なりあう未来へ（セイ・トカーナ）
- エラン（トモエ）
- 輝く季節へ（深山雪見）
- 北へ。〜White Illumination〜（左京葉野香）
- ゲートキーパーズ（生沢ルリ子）
- 後夜祭（片山さゆり）
- デバイスレイン（カスミ・アインハルト）
- To Heart（神岸あかり）
- 新世紀GPXサイバーフォーミュラ 新たなる挑戦者（結城レナ）
- BOYS BE… 2nd Season（斉藤美樹）
- 約束の絆（伊吹まどか）
- Little Lovers SHE SO GAME（桜井ゆきえ）

2000年
- あいたくて… 〜your smiles in my heart〜（二宮千菜）
- 青の6号 Antarctica（エステラ・ブルーム）
- エラン・プラス（トモエ）
- Kanon（美坂香里）
- 幻想のアルテミス（国栖みこと）
- サラリーマン金太郎 THE GAME（矢島明美）
- トリコロールクライシス（ジャニス）
- 夏色剣術小町（早瀬菜摘）
- ねっと DE ぱら（五百蔵珠枝）
- 婆裟羅（雑賀孫市）
- ラブリーポップ麻雀 雀々しましょ2（小倉くるみ）
- ルームメイトノベル 〜佐藤由香〜（柊あや）
- ザ・キング・オブ・ファイターズ 2000（四条雛子、渡部薫）

2001年
- Oni 完全日本語版（シナタマ）
- エヴァーグレイスII（フィルナ）
- おかえりっ!〜夕凪色の恋物語〜（藤崎晶）
- キッズステーション クレヨンしんちゃん オラとおもいでつくるゾ!（酢乙女あい）
- 機動天使エンジェリックレイヤー みさきと夢の天使達（斉藤楓）
- ゴエモン 新世代襲名!（エビス）
- KONOHANA:TrueReport（橘美亜子）
- 此花 if（橘美亜子）
- シスター・プリンセス（千影）
- シスター・プリンセス〜ピュア・ストーリーズ〜（千影）
- シュヴァルツシルト N 〜未来への胎動〜（エリザベス・ケイン）
- スーパーロボット大戦α外伝（マリア・マリア）
- 21-Two One-（榊芹）
- ナコルル 〜あのひとからのおくりもの〜（マナリ）
- 春雨曜日（織部蛍）
- まほろまてぃっく Digital Maiden 1、2（まほろ）
- ザ・キング・オブ・ファイターズ 2001（四条雛子）

2002年
- アイドル雀士R 雀ぐる★プロジェクト（中谷愛美、まなな）
- 蒼い海のトリスティア（ナノカ・フランカ）
- 想い出にかわる君 〜Memories Off〜（鳴海沙子）
- Only you リベルクルス（秋月まゆ）
- 此花2 〜届かないレクイエム〜（橘美亜子）
- ZOIDS VS.（リバイアス、リノン・トロス）
- Piece of Wonder（西園寺雨音）
- ビストロ・きゅーぴっと（セージィ・パイナップル）
- 封神演義2（麗蘭）
- まほろまてぃっく Digital Maiden 3（まほろ）
- 雪語り（来生紫苑）
- RAVE（エリー）

2003年
- 藍より青し（桜庭葵）
- 頭文字D Special Stage（茂木なつき）
- 吸血姫夕維〜千夜抄〜（夕維）
- Angelic Vale（ルシアン、スピカ）
- おとぎストーリー 天使のしっぽ（カメのアユミ）
- 此花3 〜偽りの影の向こうに〜（橘美亜子）
- シスター・プリンセス2、プレミアムファンディスク（千影）
- シスター・プリンセス Re Pure（千影）
- 白詰草話 -Episode of the Clovers-（エマ）
- SNOW（雪月澄乃、菊花）
- 零 紅い蝶（天倉繭、黒澤紗重）
- ZOIDS VS.2（リバイアス、リノン・トロス）
- まほろまてぃっく☆あどべんちゃー（まほろ）
- タイピング まほろまてぃっく タイプじょうずなメイドさん（まほろ）
- まほろ DE メール（まほろ）
- まほろまてぃっく 萌っと≠きらきらメイドさん。（まほろ）
- メモオフみっくす（鳴海沙子）
- ザ・キング・オブ・ファイターズ 2003（四条雛子）

2004年
- 藍より青し〜春夏〜、〜秋冬〜（桜庭葵）
- 機甲兵団J-PHOENIX2（リサ）
- 此花4〜闇を祓う祈り〜（橘美亜子）
- サクラ大戦物語 〜ミステリアス巴里〜（明智ミキ）
- ステラデウス（リーン）
- 新世紀GPXサイバーフォーミュラ Road to the Evolution（結城レナ）
- FATAL FRAME II CRIMSON BUTTERFLY DIRECTOR'S CUT（天倉繭、黒澤紗重）
- 我が竜を見よ（チュチャ）

2005年
- 蒼い空のネオスフィア（ナノカ・フランカ）
- 苺ましまろ（桜木茉莉）
- エンジェリック・ヴェール新伝 エフェメール島綺譚（ルシアン、スピカ）
- エンジェリック・ヴェール新伝 エフェメール島綺譚（ルシアン、スピカ）
- おねがいナイショにしてね（恋〈れん〉）
- GIRLSブラボー Romance15's（ミハル）
- キノの旅II -the Beautiful World-（ラファ）
- 極上生徒会（飛田小百合）
- 式神の城 七夜月幻想曲（結城小夜）
- 星界の戦旗（アブリアル・ネイ＝ドゥブレスク・ベール・パリュン〈パリューニュ子爵〉・ラフィール）
- テイルズ オブ レジェンディア（グリューネ、シュヴァルツ）
- DEAD OR ALIVE 4（こころ）
- NAMCO x CAPCOM（ワンダーモモ、サビーヌ）
- BALDR FORCE EXE（笹桐月菜）
- 新世紀GPXサイバーフォーミュラ Road to the Infinity 2（結城レナ）
- プリンセスメーカー4（リーゼ・トルバーズ）
- ゲームになったよ!ドクロちゃん〜健康診断大作戦〜（水上静希）
- ポンコツ浪漫大活劇バンピートロット ビークルバトルトーナメント（ルナ）
- MEDICAL91（吹雪ユナ）
- らぶドル 〜Lovely Idol〜（日渡あや）
- ワイルドアームズ ザ フォースデトネイター（ユウリィ・アートレイデ）

2006年
- あそびにいくヨ! 〜ちきゅうぴんちのこんやくせんげん〜（エリス）
- ヴァルキリープロファイル2 シルメリア（シルメリア・ヴァルキュリア）
- カドゥケウスZ 2つの超執刀（利根川アンジュ）
- キミキス（川田知子）
- クレヨンしんちゃん 伝説を呼ぶ オマケの都ショックガーン!
- クレヨンしんちゃん 最強家族カスカベキング うぃ〜（あいちゃん）
- サムライチャンプルー（フウ）
- 式神の城III（結城小夜）
- 灼眼のシャナ（吉田一美）
- ゼーガペイン XOR（ミサキ・シズノ）
- DEAD OR ALIVEXTREME 2（こころ）
- .hack//G.U.（2006年 - 2017年、アトリ） - 4作品
- ファンタシースターユニバース（ルウ、ルミア・ウェーバー）
- FRAGMENTS BLUE（加藤羽子）
- ブルードラゴン（クルック）
- モンスターキングダム・ジュエルサモナー（ミカエラ）
- レッスルエンジェルス サバイバー（杉浦美月（ギムレット美月）、結城千種）
- R.O.H.A.N（ヒューマン女性、システムボイス女性）

2007年
- オーディンスフィア（グウェンドリン）
- クレヨンしんちゃんDS 嵐を呼ぶ ぬってクレヨ〜ン大作戦!
- シャイニング・ウィンド（クララクラン、ブランネージュ）
- パンヤシリーズ（アリン）
- スイングゴルフ パンヤ 2ndショット!（アリン）
- ゼロの使い魔 小悪魔と春風の協奏曲（アンリエッタ）
- ゼロの使い魔 夢魔が紡ぐ夜風の幻想曲（アンリエッタ）
- ドラゴンシャドウスペル（ミリアム・ウース）
- ニトロ+ロワイヤル -ヒロインズデュエル-（セイバー）
- ファンタシースターユニバース イルミナスの野望（ルウ、ルミア・ウェーバー）
- Fate シリーズ（2007年 - 2021年、セイバー〈アルトリア・ペンドラゴン〉 / セイバーオルタ / セイバーライオン / マスターアルトリア） - 11作品
- マナケミア 〜学園の錬金術士たち〜（イゾルデ・シェリング、アーシャ）
- リーズのアトリエ 〜オルドールの錬金術士〜（ポワン・シュタット）

2008年
- 赤い糸 DS（芽衣の母）
- カドゥケウス ニューブラッド（利根川アンジュ）
- かのこん えすいー（源ちずる）
- 救急救命 カドゥケウス2（利根川アンジュ）
- Coded Soul -受け継がれしイデア-（リサ）
- しおんの王 The Flowers of Hard Blood（安岡紫音）
- スーパーロボット大戦Z（マリア・マリア）
- ゼロの使い魔 迷子の終止符と幾千の交響曲（アンリエッタ）
- To LOVEる -とらぶる- ワクワク! 林間学校編（天条院沙姫）
- To LOVEる-とらぶる- ドキドキ! 臨海学校編（天条院沙姫）
- ファンタシースターポータブル（ルウ、ルミア・ウェーバー）
- マナケミア2 〜おちた学園と錬金術士たち〜（ウルリカ・ミューベリ）
- ルーンファクトリー2（ジュリア）
- レッスルエンジェルス サバイバー2（杉浦美月、結城千種）

2009年
- 赤い糸 destiny DS（芽衣の母）
- Ace Online（モニカ）
- 朧村正（虎姫）
- おねがいナイショにしてねSS（恋〈れん〉）
- クイーンズブレイド スパイラルカオス（レイナ）
- シャイニング・ウィンド FANフェスタ（クララクラン、ブランネージュ）
- ファンタジーゴルフ パンヤ PORTABLE（アリン）
- ファンタシースターポータブル2（ルミア・ウェーバー、ルウ、結城小夜）
- マグナカルタ2（ルウ）
- THE KING OF FIGHTERS 2002 UNLIMITED MATCH（四条雛子）

2010年
- ガンダムネットワークオペレーション3（オペレーター）
- クレヨンしんちゃん おバカ大忍伝 すすめ!カスカベ忍者隊!
- クレヨンしんちゃん ショックガ〜ン!伝説を呼ぶオマケ大ケツ戦!!（あいちゃん）
- 戦場のヴァルキュリア2 ガリア王立士官学校（オドレイ・ガッセナール）
- ダンテズ・インフェルノ 〜神曲 地獄篇〜（ベアトリーチェ）
- ティンクル☆くるせいだー STARLIT BRAVE（セイバー）
- デッド オア アライブ パラダイス（こころ）
- .hack//Link（アトリ、HOTARU、ウール）
- のだめカンタービレ 楽しい音楽の時間デス（野田恵）
- ひまわり -Pebble in the Sky- Portable（西園寺明香）
- ファイト一発! 充電ちゃん!! CC（レーカ・ガルヴァーニ）
- アサシンクリードブラザーフッド（ルクレツィア・ボルジア〈チェーザレの妹〉）

2011年
- ヴァイスシュヴァルツ ポータブル（セイバー）
- うみねこのなく頃に散 〜真実と幻想の夜想曲〜（右代宮理御）
- 快盗天使ツインエンジェル〜時とセカイの迷宮〜（葉月つかさ）
- クイーンズゲイト スパイラルカオス（レイナ）
- クレヨンしんちゃん 宇宙DEアチョー!? 友情のおバカラテ!!
- 戦場のヴァルキュリア3（オドレイ・ガッセナール）
- DEAD OR ALIVE Dimensions（こころ）
- デビルサバイバー オーバークロック（ユズ / 谷川柚子）
- バクマン。 マンガ家への道（蒼樹紅）
- ファンタシースターポータブル2 インフィニティ（ルミア・ウェーバー、ルウ）
- メビウスオンライン（黒師団事務 茎・黒）

2012年
- アクセル・ワールド -銀翼の覚醒-（パド）
- きらめきスクールライフSP★the wonder years（藤林あかり）※『僕は友達が少ない ぽーたぶる』限定版付属のゲーム
- シャイニング・ブレイド（アイラ、クララクラン）
- 零 眞紅の蝶（天倉繭）
- テイルズ オブ ザ ヒーローズ ツインブレイヴ（シュヴァルツ）
- DEAD OR ALIVE 5（こころ）
- 桃色大戦ぱいろん（朝霧かがみ、マカロン・タルト）
- 嫁コレ（彩京朋美、セイバー）

2013年
- ArcheAge（ヌイアン・女性）
- アクセル・ワールド -加速の頂点-（パド）
- X・A・O・C 〜ザオック〜（草奉族・女性）
- さくら荘のペットな彼女（リタ・エインズワース）
- サモンナイト5（アティ）
- 神撃のバハムート（リーシャ、アンリエッタ）
- スーパーロボット大戦Operation Extend（リノン・トロス） - DLC追加キャラクター
- DEAD OR ALIVE 5 ULTIMATE（こころ）
- DEAD OR ALIVE 5 PLUS （こころ）
- 百年戦記 ユーロ・ヒストリア（ジャンヌ・ダルク）
- ジョジョの奇妙な冒険 オールスターバトル（エリナ・ペンドルトン）

2014年
- ガールズ&パンツァー 戦車道、極めます!（ケイ）
- 艦隊これくしょん -艦これ-（大淀、雲龍、磯風、中間棲姫、神風）
- グラナド・エスパダ（封影流師範ギン）
- グランブルーファンタジー（2014年 - 2024年、リーシャ、アテナ）
- クレヨンしんちゃん 嵐を呼ぶ カスカベ映画スターズ!（あいちゃん）
- 神話帝国ソウルサークル
- 超ヒロイン戦記（ジャンヌ・ダルク）
- ファンタシースターオンライン2エピソード2 デラックスパッケージ（女性C[EX]ボイスC02）
- メビウスオンライン（ブラッディ・マクガフィン）

2015年
- あんさんぶるガールズ!（三波なつみ）
- クイズRPG 魔法使いと黒猫のウィズ（ミカエラ・セラフィム）
- ケイオスドラゴン 混沌戦争（アイニス）
- 喧嘩番長6〜ソウル&ブラッド〜（七瀬千尋）
- 白猫プロジェクト（ミカエラ・セラフィム）
- 城姫クエスト（彦根城）
- To LOVEる -とらぶる- ダークネス トゥループリンセス（天条院沙姫）
- ニトロプラス ブラスターズ -ヒロインズ インフィニット デュエル-（セイバー）
- ブレイブリーセカンド（冒険家）
- DEAD OR ALIVE 5 LAST ROUND（こころ）
- ポポロクロイス牧場物語（ナルシア）
- ひまわり-Pebble in the Sky- PS Vita版（西園寺明香）
- 桃色大戦ぱいろん・生（蘭丸、雛芥子ゆか）
- 桃色大戦ぱいろん＋（雛芥子ゆか）
- ルミナスアーク インフィニティ（リブラ）
- プリンセスコネクト!（白銀純）
- Fate/Grand Order（2015年 - 2025年、アルトリア・ペンドラゴン、アン・ボニー、謎のヒロインX、謎のヒロインX〔オルタ〕、アルトリア・キャスター、マーリン〔プロトタイプ〕 / レディ・アヴァロン、フォウ） - 4作品
- PROJECT X ZONE 2:BRAVE NEW WORLD（アティ）
- ジョジョの奇妙な冒険 アイズオブヘブン（エリナ・ジョースター）

2016年
- ウチの姫さまがいちばんカワイイ（ニナ）
- オーディンスフィア レイヴスラシル（グウェンドリン）
- オルタンシア・サーガ -蒼の騎士団-（セイバー）
- 感染×少女（白石薫、マグロ、騎獅道契）
- クリスタル オブ リユニオン（メアリー・リード）
- サモンナイト6 失われた境界たち（アティ）
- スクールガールストライカーズ（セイバー）
- 誰ガ為のアルケミスト（セイバー）
- チェインクロニクル（レイチェル、グリゼルディス）
- チェインクロニクル3（セレステ、リヴェリア・リヨス・アールヴ、グリゼルディス）
- DEAD OR ALIVE Xtreme 3（こころ）
- .hack//New World（アトリ）
- ファントム オブ キル（セイバー、バルムンク〈2代目〉、青龍偃月刀〈2代目〉）
- ヴァルキリーアナトミア -ジ・オリジン-（シルメリア）
- ヴァルキリーコネクト（セイバー）
- Heaven×Inferno（アルスヤ）
- あんさんぶるガールズ!!（三波なつみ）
- League of Legends（レオナ）

2017年
- アクセル・ワールド VS ソードアート・オンライン 千年の黄昏（ブレッド・レパード）
- アズールレーン（2017年 - 2022年、キングジョージ5世、レナウン〈2代目〉）
- アナザーエデン 時空を超える猫（アザミ）
- 永远的7日之都（珈儿）
- 陰陽師（御饌津）
- Shadowverse（イスラーフィール、援護射撃、キャプテン・リーシャ、スカイセイバー・リーシャ）
- スターオーシャン:アナムネシス（シルメリア）
- ゼノブレイド2（セオリ）
- 戦国アスカZERO（アンリエッタ・ド・トリステイン）
- ダンジョンに出会いを求めるのは間違っているだろうか 〜メモリア・フレーゼ〜（リヴェリア・リヨス・アールヴ）
- ディシディア ファイナルファンタジー オペラオムニア（レナ）
- DEAD OR ALIVE Xtreme Venus Vacation（こころ）
- デュエルエクスマキナ（アテナ）
- ミトラスフィア（シエラ）
- モンスターストライク（ミロク）
- 放置少女〜百花繚乱の萌姫たち〜（2017年 - 2021年、スパルタクス、柳生宗矩）

2018年
- エターナルリンケージ〜蒼穹のアムネシア〜（シルヴァーナ）
- Epic Seven-エピックセブン-（ヴェローナ）
- OVERHIT（ナイアラ）
- 機動戦隊アイアンサーガ（シェリー、シャラナ、アルセール）
- 銀魂乱舞（外道丸）
- 決戦！平安京（御饌津）
- ドールズフロントライン（P99）
- ドラガリアロスト（マローラ）
- フードファンタジー（ウォッカ）
- プリンセスコネクト！Re:Dive（2018年 - 2024年、ジュン / 白銀純）
- ガールズ&パンツァー ドリームタンクマッチ（ケイ）
- エアリアルレジェンズ（ルインカルネ）
- Sdorica（シオン）
- 崩壊3rd（浅井茶々）
- テリアサーガ（リヴェリア・リヨス・アールヴ）
- スーパーロボット大戦X-Ω（ミサキ・シズノ）
- 夢間集（破虜屠龍）
- 〈物語〉シリーズ ぷくぷく（セイバー）

2019年
- ネルケと伝説の錬金術士たち 〜新たな大地のアトリエ〜（ウルリカ・ミューベリ）
- DEAD OR ALIVE 6（こころ）
- ガールズ X バトル2（ルシフェル）
- クイーンズブレイド WHITE TRIANGLE（レイナ）
- いつでも はたらく細胞（マスト細胞〈肥満細胞〉）
- THE KING OF FIGHTERS ALLSTAR（四条雛子）
- 永遠の七日（カジ）
- とある魔術の禁書目録 幻想収束（ローラ＝スチュアート）
- ゼノンザード（紫乃宮まゐ）
- 蒼藍の誓い ブルーオース（高雄、アラスカ）
- スーパーロボット大戦DD（2019年 - 2021年、ミサキ・シズノ）
- テイルズ オブ ザ レイズ（2019年 - 2020年、グリューネ、アトリ）
- DAEMON X MACHINA（ネメシス）
- ドラゴンクエストXI 過ぎ去りし時を求めて S（エマ、ぱふぱふ娘〈エドゥリス〉）
- ブラウンダスト（フライウェン）
- 錬神のアストラル（シャーリーン・ホームズ）
- ドラゴンクエストライバルズ（エマ）
- ダンジョンに出会いを求めるのは間違っているだろうか インフィニト・コンバーテ（リヴェリア・リヨス・アールヴ）
- 禍つヴァールハイト（ローラント）
- ラングリッサー モバイル（シリカ）

2020年
- アークナイツ（シージ）
- ロストディケイド（ヴィヴィアン、フィア）
- シノビマスター 閃乱カグラ NEW LINK（レイナ）
- 魂器学院（柳生薫、遠坂秋）
- 共闘ことばRPG コトダマン（ミロク）
- レッド：プライドオブエデン（ルルリカ）
- パニシング:グレイレイヴン（ビアンカ）
- サクラ革命 〜華咲く乙女たち〜（一目ミヤビ）

2021年
- うみねこのなく頃に咲 〜猫箱と夢想の交響曲〜（右代宮理御）
- ブラック・サージナイト（フッド）
- ファンタジア・リビルド（モッフル）
- MELTY BLOOD: TYPE LUMINA（セイバー）
- アカシッククロニクル〜黎明の黙示録（カリメット）
- イース6 オンライン〜ナピシュテムの匣〜（ローラ）
- テイルズ オブ アライズ（ネウィリ）
- LAST CLOUDIA（封印の巫女　セラ）

2022年
- 原神（申鶴）
- 阿卡夏計劃（青羽）
- ヴェルヴェット・コード（プリンス・オブ・ウェールズ、リシュリュー）
- プリコネ！グランドマスターズ（ジュン）
- バトルスピリッツ コネクテッドバトラーズ（紫乃宮まゐ）
- マフィア42（スパイ）
- エターナルツリー（エイミー、ローランド）
- ジョジョの奇妙な冒険 オールスターバトルR（エリナ・ペンドルトン）
- アリス・ギア・アイギス（イブリー・ハッド）
- アサルトリリィ Last Bullet（ケイ）
- 勝利の女神：NIKKE（シュガー）

2023年
- ポケモンマスターズEX（リラ）
- Kanon（美坂香里） - Switch版
- 機動戦士ガンダム U.C. ENGAGE（レッド・スネーク）
- ダンジョンに出会いを求めるのは間違っているだろうか バトル・クロニクル（リヴェリア・リヨス・アールヴ）
- スカイフォートレス-オデッセイ（綾）
- リバース:1999（パミエ）

2024年
- ファントム オブ キル -オルタナティブ・イミテーション-（青龍偃月刀、バルムンク）

2025年
- 崩壊:スターレイル（セイバー）

### ドラマCD
1997年
- 戦慄！タコ少女 SUPER BLACK（アケミ）

1998年
- スターライトスクランブル 恋愛候補生 ラジオ・スクランブル Vol.1 - 2（岸波めぐみ）
- 声優物語（山浦翼）
- 星方武侠アウトロースター サウンド&シナリオトラック（メルフィナ）
- 天使禁猟区 シリーズ（無道紗羅）
- プリンセスナイン 如月女子高野球部 CDドラマ 燃える対決!裸のナインたち（東ユキ）

1999年
- To Heart Piece of Heart（神岸あかり）
- トライアングル・セッション'99 Stage1 - 3（レイカ）

2000年
- あやかし歌姫かるた（かるた）
- 風まかせ月影蘭 CDシネマ「CDネタにとっといた。」（玉姫）
- CLAMP学園怪奇現象研究会事件ファイル 2nd FILE（こいずみさん）
- ゲートキーパーズ 地球防衛外伝1 - 2（生沢ルリ子）
- 星界の戦旗 ラジオドラマCD 第1 - 3章（アブリアル・ネイ＝ラフィール）
- 星界の戦旗II ラジオドラマCD 第I・II章（アブリアル・ネイ＝ラフィール）
- まもって守護月天! シリーズ（離珠）
- メロディハレルヤ（中原ひなこ）

2001年
- アニメ店長 オリジナルドラマCD2「ラミカード娘。」（祭音絵）
- CDドラマDUO とらわれの身の上（昴上鈴花）
- スパイラル 〜推理の絆〜 もうパズルなんて解かない（結崎ひよの）
- 低俗霊DAYDREAM 第1・2章「深小姫」（崔樹深小姫）
- 腐敗の帝王 揚羽蝶の烙印（鈴鈴）
- まほろまてぃっく CD どらまてぃっく1 - 3（まほろ）

2002年
- 月と闇の戦記（伊勢楓）
- 低俗霊DAYDREAM第3章「口寄」（崔樹深小姫）
- 天高く、雲は流れ 第1 - 3巻（テンシャ）
- まほろまてぃっく らじおDEどらまてぃっく（まほろ）
- まほろまてぃっく〜もっと美しいもの〜サウンドパーティ-まほろ盤- / -みなわ盤-（まほろ）
- RAVE ドラマ&キャラクターソング 「VARIETY SIDE」（エリー〈リーシャ・バレンタイン〉）

2003年
- SNOW 〜スノー〜（雪月澄乃、菊花）
- .hack//黄昏の腕輪伝説（ほたる）
- ドラマCD らぶドル 1st. Project（日渡あや）
- まほらば 旅だ、事件だ、まほらばだ!!（黒崎沙夜子）
- まほろまてぃっく まるち・とーきんぐ（まほろ）
- まほろまてぃっく☆あどべんちゃー 特典ドラマCD（まほろ）

2004年
- アベノ橋ドラマティック☆商店街 一丁目（夜比奈ちたん）
- AliceQuartet ヴォイスコンチェルトVol.0 - 5（楠瀬文）
- 機工魔術士-enchanter-（メルクーリオ）
- ぎゃるかん（御子柴はるか）
- クロノクルセイド（アズマリア・ヘンドリック）
- ゲーマーズヘブン! 第1巻（川嶋香子）
- この醜くも美しい世界 ドラマCD1・2「konomini-TV」DAYTIME（ヒカリ）
- 女子高生（佐藤綾乃）
- ドラマCD らぶドル 3rd. Project（日渡あや）
- バイトでウィザード 術のききめはウェディングベル!（樋名谷瑠々）※『ザ・スニーカー』限定発売
- ぱにぽに ドラマCD Vol.3 Ver.フロンティアワークス〜修学旅行密着24時〜（桃瀬くるみ）
- Rozen Maiden-ローゼン・メイデン-（柏葉巴）

2005年
- アンソロジードラマCD ToHeart 〜Remember my Memories〜 Vol.1「雨月山の鬼退治」（神岸あかり）
- 苺ましまろ Toy-CD(1) - (2)（桜木茉莉）
- 苺ましまろ DRAMA CD Volume1 - 5（桜木茉莉）
- サボテンの秘密（山田未来）
- スターシップ・オペレーターズ スペシャルCD LIVE IN Southern Cross Hall（間宮リオ）
- 星界の戦旗 III ラジオドラマCD 第I - III章（アブリアル・ネイ＝ラフィール）
- ぱにぽに〜正調C組日誌〜（桃瀬くるみ）※『月刊Gファンタジー』3月号付録
- ぱにぽに ドラマCD セカンドシーズン Vol.3〜愛と青春の演劇祭！〜編（桃瀬くるみ）
- 半分の月がのぼる空（秋庭里香）
- ふしぎ遊戯 玄武開伝 三（アンルウ）

2006年
- アクエリアンエイジ7周年記念ドラマCD付限定BOX 後編（鈴鹿御前）
- あそびにいくヨ!（エリス）
- キミキス Vol.1 - 3（川田知子）
- Good Morning ティーチャー（ヨーコ先生）
- げんしけん ドラマCD（大野加奈子）※単行本第9巻特装版
- テイルズ オブ レジェンディア voice of character quest1 - 2（グリューネ）
- まろまゆ（くるみ）

2007年
- アーネンエルベの一日（セイバー）
- インフィニティブレード（エイリアス）
- 怪物王女 ドラマCD「放浪王女」（姫）
- かのこん（源ちづる）
- 春夏秋冬 ドラマCD 逆襲の赤ズキンチャン（松坂夏姫）
- シャイニング・ウィンド（クララクラン）
- 神曲奏界ポリフォニカ「ホワイトナックル・クリムゾン」（ツゲ・ユフィンリー）
- セキレイ（結）
- ソーダ屋のソーダさん。（木林れもん）
- ひとひら オリジナルドラマ&BGMアルバム Vol.1 - 2（一ノ瀬野乃）
- フェイト/タイガーころしあむ「虎の威を借るケモノたち」（セイバー）
- ラーメン天使プリティメンマ ドラマアルバム（安西）

2008年
- 『暁のアマネカと蒼い巨神』ドラマCD vol.1 - 2（ナノカ・フランカ）
- かのこん〜今日は記念日〜ちずると耕太の初デート〜（源ちづる）
- クイーンズブレイド 美闘士列伝 シリーズ（レイナ）
- Sound Drama Fate/Zero Vol.1 - 2（セイバー）
- シャイニング・ウィンド Vol.2・4（クララクラン）
- 灼眼のシャナII -Second- アニメージュスペシャルドラマCD「迷子の迷子のゆうじ君」（吉田一美）
- ゼロの使い魔 〜三美姫の輪舞 〜ドラマCD（アンリエッタ・ド・トリステイン）
- ソーダ屋のソーダさん。（木林れもん）※コミックス1巻限定版付属ドラマCD
- To LOVEる -とらぶる-（天条院沙姫）
- TVアニメーション「破天荒遊戯」ドラマCD 第1巻 断罪の緋き花よ咲け（クラリサ）
- Fate/Zero スペシャルドラマCD 夢見る淑女（セイバー）※『コンプティーク』9月号付録
- フェイト/タイガーころしあむ アッパー「猫の手も借るケモノたち」（セイバー）
- 魔法少女リリカルなのはStrikerS サウンドステージX（イクスヴェリア / マリアージュ）
- ローズ×マリー 妖血の囁き（ローズ）

2009年
- アンバランス×2（高梨キャロライン）
- Ys I 〜失われし古代王国〜（フィーナ）
- Ys II 〜天空の失楽園〜（フィーナ）
- S線上のテナ（アルン）
- えびてん 公立海老栖川高校天悶部（大庭蓮實）
- 怪物王女 ドラマCD「廃屋王女」（姫）
- 銀魂（外道丸）
- ケメコデラックス!デラックスなCD 1 - 2（ふみ子）
- PandoraHearts アリスのむ茶会（アリス）
- ひまわり（西園寺明香）
- ホーリートーカー（支倉）
- マグナカルタ2（ルウ）
- ラディカル・ホスピタル（関口かおる）
- れでぃ×ばと!（彩京朋美）

2010年
- えびてん 公立海老栖川高校天悶部2（大庭蓮實）
- おとぎドラマ・オオカミさんと七人の仲間たち「おおかみさんとおむすびころりん対決」（鶴ヶ谷おつう）
- 学園天国パラドキシア（韮沢飛鳥）
- 聖痕のクェイサー 口八丁手八丁（辻堂美由梨） ※『チャンピオンRED』2月号付録
- TVアニメ『れでぃ×ばと!』ドラマCD（彩京朋美）
- “文学少女”と飢え渇く幽霊【前篇】 / 【後篇】（雨宮蛍）
- 『れでぃ×ばと！』キャラソン+ミニドラマ（彩京朋美）

2011年
- 豪華声優陣×第17回電撃小説大賞コラボCD アイドライジング!（オウダ・サイ）※『電撃文庫MAGAZINE』Vol.18付録
- TYPE-MOON 10周年記念ドラマCD 恐怖・人類未踏の地底大洞窟! 喫茶店地下666メートルの秘境に幻の美少年を見た!!（セイバー/セイバーオルタ）※『コンプティーク』8月号付録
- TVアニメ『侵略!イカ娘』ドラマCD「ドラマCDじゃなイカ?」（常田鮎美）
- TVアニメーション「緋弾のアリア」CDドラマシアター 1st - 2nd （ジャンヌ・ダルク）
- ニーナとうさぎと魔法の戦車（ドロシー）※『SD&GO』2月号特別付録
- 星界の断章オーディオドラマCDブック with 星界の紋章&星界の戦旗（アブリアル・ネイ＝ラフィール）
- ホイップノート（南美さくら）

2012年
- 灼眼のシャナF SUPERIORITY SHANAIII vol.1 - 2（吉田一美）
- ゼロの使い魔F 妄想CD1 ルイズ&アンリエッタ（アンリエッタ・ド・トリステイン）
- TVアニメ 機動戦士ガンダムAGE ドラマCD（イリシャ・ムライ）
- Fate/Zero アンソロジードラマCD Vo.1（セイバー）
- Fate/Zero スペシャルドラマCD アルトリア・ロマンス（セイバー）※『コンプティーク』7月号付録
- ボクラノキセキ（広木悠）※コミックス第7巻限定版
- バトスピ大好きスペシャルデッキ&ドラマセット ドラマCD「ロロとトリックスターの異界見聞録」（天使オリフィア）

2013年
- ガールズ&パンツァー ドラマCD 今度はドラマCDです！ / あんこうチーム訪問します！ / 月刊戦車道CD 戦車女子特集します！（ケイ）
- ガールズ&パンツァー ファンディスクCD ディープパンツァーCDです！（ケイ）
- 境界の彼方 ドラマCD スラップスティック文芸部（名瀬泉）
- ココロ君色サクラ色（詩原すみれ）
- コハトーーク（セイバー）※『コンプティーク』10月号付録
- 千の魔剣と盾の乙女（エリシア）※小説第10巻ドラマCD付き特装版
- TYPE-MOON Fes. 10th ANNIVERSARY DRAMA CD 〜スターダスト・オペレッタ〜（セイバー、謎の巨大きのこ）
- TYPE-MOON×ロードス島戦記 コンプはじめて物語（セイバー）※『コンプティーク』2013年12月号付録
- TARI TARI ドラマCD 旅立ちの歌（田中晴香）
- ボクラノキセキ（広木悠）※コミックス第8巻限定版

2014年
- 甘城ブリリアントパーク ドラマCD（モッフル）
- PandoraHearts（アリス/レイシー）※コミックス第22巻初回限定特装版
- TVアニメ「月刊少女野崎くん」ドラマCD〜秋編〜 /  〜冬編〜（都ゆかり）
- ボクラノキセキ（広木悠）※コミックス第10巻限定版

2015年
- かつて魔法少女と悪は敵対していた。（ベラトリックス）
- ストライクウィッチーズ Operation Victory Arrow vol.3「アルンヘムの橋」秘め歌コレクション（ハインリーケ・プリンツェシン・ツー・ザイン・ウィトゲンシュタイン）
- ノーブルウィッチーズ 3・4・6・7（ハインリーケ・プリンツェシン・ツー・ザイン・ウィトゲンシュタイン）※ドラマCD付同梱版
- Fate/Grand Order First Take（フォウ、セイバーオルタ）
- ボクラノキセキ（広木悠）※コミックス12巻・13巻特装版
- Landreaall（ディア）※ドラマCD付き単行本 女神のクッキー・クエスト

2016年
- ボクラノキセキ ドラマCD付き単行本 はじまりのヒカリ（広木悠）
- Fate/stay night Original Soundtrack & Drama CD Garden of Avalon - glorious, after image（アルトリア・ペンドラゴン）
- Fate ぐだぐだオーダー ドラマCD「帰ってきたぐだぐだお得テクニック」（アルトリア・ペンドラゴン 他）
- 魔法少女リリカルなのは Reflection ドラマCD付き特別鑑賞券【なのは&はやて編＋ボーナストラックVivid Strike! フーカ編】（イクスヴェリア）

2018年
- PとJK（歌子の母）※コミックス11巻特装版
- フェアリーテイル・クロニクル〜空気読まない異世界ライフ〜（エアリス）
- プリンセスコネクト！Re:Dive PRICONNE CHARACTER SONG 06（ジュン）

2019年
- 理想のヒモ生活（アマンダ） - 文庫12巻ドラマCD付き限定特装版
- Fate/Prototype 蒼銀のフラグメンツ Drama CD & Original Soundtrack 第5巻（マーリン）

2020年
- デスマーチからはじまる異世界狂想曲（カリナ） - 小説第19巻ドラマCD付き特装版
- 絶対純白魔法少女ドラマCD（倉本エリカ）

### ラジオドラマ
- 青春アドベンチャー 二分間の冒険（良子、道子）
- 青春アドベンチャー びりっかすの神さま [330]（英子）
- 青春アドベンチャー ニコルの塔 [331]（フォリス）

### 吹き替え

#### 担当女優
シム・ウンギョン
- 新感染 ファイナル・エクスプレス（感染者の女）
- 操作された都市（ヨウル）
- のだめカンタービレ 〜ネイル カンタービレ（ソル・ネイル）

#### 映画
- GARMWARS ガルム・ウォーズ（ナシャン / マラーク〈サマー・H・ハウエル〉[334]）
- 小さな贈りもの（自転車の子供）
- 私のオオカミ少年（キム・スニ〈パク・ボヨン〉）

#### ドラマ
- NCIS:LA 〜極秘潜入捜査班（ネル・ジョーンズ〈レネー・フェリス・スミス〉[335]）
- コールドケース4 #16（ヒラリー・ウェスト）
- ジーニアス:世紀の天才 アインシュタイン（エルザ・アインシュタイン〈青年期〉〈グウェンドリン・エリス〉[336]）
- BULL/ブル 法廷を操る男 3 #11 （クレア・マークス〈モリー・グリッグス〉[337]）
- ハヤテのごとく! 〜美男〈イケメン〉執事がお守りします〜（天王洲アテネ）※第1話のみ（DVD収録）
- HAWAII-FIVE-0（ベハティ・プリンスルー〈ベハティ・プリンスルー〉）
- 武神（ウォラ、アンシム〈ホン・アルム〉）
- リッチー・リッチ（ハーパー・リッチ）※ドラマシリーズ

#### アニメ
- 天官賜福（風師、師青玄〈女〉） - 2シリーズ[一覧 46]
- 魔道祖師（温情[338]）
- RWBY（ウィンター・シュニー[339]、アンバー）

### ラジオ
- アニプレックスアワー 『銀盤カレイドスコープ』（ラジオ大阪・NACK5 吉野裕行と共にパーソナリティーを務める）
- アベノ橋魔法☆商店街 ゲスト川澄綾子
- air marine 「Dragon Fantasy2」
- かのこんラジオ 〜耕太とちずるのゆやよん成長日記〜（メディファクラジオ：2008年3月21日 - 9月26日）
- 川澄綾子+飯塚雅弓=恋愛候補生
- 川澄綾子&飯塚雅弓 恋愛候補生West
- 川澄綾子のBest Communication（インターネットテレビ：2001年1月10日 - 2001年12月26日）
- 川澄綾子のPIANO（全6回）
- 川澄綾子のPIANO2（全6回）
- ラジオ・クイーンズブレイド（メディファクラジオ：2009年1月30日 - 2010年5月28日）
- 月面兎兵器ミーナ スポルナ情報局 麻里奈と衣里の『聞いて、み〜な!?』第23回（2007年05月28日配信）川澄綾子（西羽すみれ / 師走ミーナ 役）・能登麻美子（灰原水面 / 秋山ミーナ 役）
- 眞一郎と綾子のミッドナイトキーパーズ
- 低俗霊 MY DREAM
- 天使のしっぽ ホームパーティー
- .hack//Radio 綾子・真澄のすみすみナイト
- tryme.jp/今夜もはてぃはてぃ（2003年4月6日 - 2003年10月4日）
- ナノカとスツーカのラジオトリスティア（「五番街で逢いましょう 」の番組内番組で、小杉十郎太と担当）
- Fate/stay tune（アニメイトTV：2007年2月22日 - 2007年9月6日）
- Fate/stay tune UNLIMITED RADIO WORKS（アニメイトTV、音泉：2009年10月16日 - 2010年4月16日）
- BLUE DRAGON presents 三日月の散歩 10.川澄綾子
- PONY CANYON STYLE まるなび!?（文化放送：2005年1月18日 - 2007年9月25日）
- 宮村優子の直球で行こう!
- らぶドル・スイートフィッシュカフェ（桑谷夏子と交互に担当）
- RADIOまほろまてぃっく「おかえりなさい、まほろさん」（ロンドローブ：2009年10月2日 - 2010年12月18日）
- 501st JFW.OA〜第五〇一統合戦闘航空団公式放送〜

### ラジオCD
- 藍より青し 藍青放送局
- アニラジグランプリ1999年10月号特別付録CDより眞一郎と綾子のミッドナイトキーパーズ
- かのこんラジオ 〜耕太とちずるのゆやよん成長日記 〜
- DJCD 「ラジオTo LOVEる-とらぶる- 〜明乃・紗友里の彩南高校放送部 〜」Vol.2より7. ゲストトーク・川澄綾子さん編
- クイーンズブレイドドラマCD vol.1 流浪の戦士+webラジオ「ラジオ・クイーンズブレイド」CD出張版
- クイーンズブレイドドラマCD vol.2 玉座を継ぐ者+webラジオ「ラジオ・クイーンズブレイド」CD出張版
- クイーンズブレイド流浪の戦士 webラジオCD vol.1  〜ラジオクイーンズブレイド&沼地の魔女達 第1期シリーズ放送分より
- TVアニメ「のだめカンタービレ」DJCD「のだめオーケストラジオ」Score 1 から5. 「のだめカンタービレ」DJCD のだめオーケストラジオ Score 1::Lesson 4  〜Guest:Ayako Kawasumi 〜
- 天使のしっぽ DJ☆CD Edition 1から9. ご主人様と守護天使のフリートークコーナー（2001年10月28日放送分）（ゲスト:川澄綾子、千葉紗子）
- 中川亜紀子のアニラジグランプリスペシャルCD'98より、ゲストコーナー川澄綾子
- パンドララジオ スペシャルCD Vol.2〜肉、肉、お肉 〜（音符記号）究極の牛肉パラダイス 〜
- ラジオCD「Fate/stay tune」Vol.1
- ラジオCD「Fate/stay tune」Vol.2
- ラジオCD「Fate/stay tune UNLIMITED RADIO WORKS」 Vol.1
- ラジオCD「Fate/stay tune UNLIMITED RADIO WORKS」 Vol.2
- ラジオCD冬コミ2007出張版 セイバー&凛
- TVアニメ『バクマン。』DJCD WEBラジオ「〜バクマン。放送局〜ラジマン。」金未来杯編 Vol.2
- ラジオCD「ジョジョの奇妙な冒険 スターダストクルセイダース オラオラジオ！」Vol.2[340]

### デジタルコミック
- VOMIC ストロボ・エッジ（木下仁菜子）

### オーディオドラマ
- 春についた100のうそ（2015年、桜井由乃[341][342]）
- みこみみみみこ〜妖魔討伐神子録〜（2017年、蛇地野教子[343]）

### テレビ番組
- アニメ星人（チバテレビ） - 第14・15回、ゲスト出演
- Club AT-X だぶるあ〜る（AT-X） - 2010年2月コーナーMC。中原麻衣と共演。
- 番宣部長（2008年12月）

### 映像作品
- Sister princess Valentine Party
- TYPE-MOON Fes. 10th ANNIVERSARY

### 朗読CD
- Come across〜DEARS朗読物語〜Vol.4 日本の昔話3（2007年）
- でぃあーず せかいのものがたり〜夢の本〜（2008年）
- でぃあーず せかいのものがたり〜赤の本〜（2009年）

### パチンコ・パチスロ機
- CR ガールズ&パンツァー（ケイ）
- CR クイーンズブレイド（レイナ）
- CRクイーンズブレイド2 CLIMAX（レイナ、マリア）
- CR サムライチャンプルー（フウ）
- CR サムライチャンプルー2（フウ）
- CR サムライチャンプルー3（フウ）
- CR 07-GHOST（シスター・アテナ）
- CR 戦国双天絵巻〜華恋姫伝〜（お市）
- CR 奏光のストレイン（セーラ・ウィーレック）
- CR DEAD OR ALIVE（こころ）
- CR Dororonえん魔くん メ〜ラめら（ハルミ）
- CR 緋弾のアリア（ジャンヌ・ダルク）
- CR 緋弾のアリア2（ジャンヌ・ダルク）
- CR 風雲維新ダイショーグン（服部霧子）
- CR 武神烈伝（お市）
- CR 麻雀姫伝（お市）
- CR RAVE エンドレスバトル（エリー）
- CR RAVE この世界こそが真実だ（エリー）
- パチスロ ウィッチクラフトワークス（多華宮小町）
- パチスロ うみねこのなく頃に（右代宮理御）
- パチスロ ガールズ&パンツァー（ケイ）
- パチスロ クイーンズブレイド 流浪の戦士（レイナ）
- パチスロ クイーンズブレイド2 玉座を継ぐ者（レイナ）
- パチスロ GATE（ロゥリィ・マーキュリー）
- パチスロ 月面兎兵器ミーナ（師走ミーナ）
- パチスロ サムライチャンプルー（フウ）
- パチスロ サムライチャンプルー極（フウ）
- パチスロ サムライチャンプルー 流転輪廻（フウ）
- パチスロ ゼーガペイン（2013年、ミサキ・シズノ）
- パチスロ ゼーガペイン2（2022年、ミサキ・シズノ[344]）
- パチスロ スカイガールズ〜よろしく！ゼロ〜（桜野音羽）
- パチスロ スカイガールズ〜ゼロ、ふたたび〜（桜野音羽）
- パチスロ Dororonえん魔くん メ〜ラめら（ハルミ）
- パチスロ ラーゼフォン（紫東恵）
- パチスロ RAVE エンドレスラッシュ（エリー）

### アプリ
- Fate/Zero めざましセイバー

### ナレーション

#### テレビ番組
- アニメノチカラの舞台裏（2010年3月29日、テレビ東京）
- フィギュアスケートジャパンオープン2011（2011年10月1日、テレビ東京）
- カーニバル・オン・アイス2011（2011年10月2日、テレビ東京）
- スターズ・オン・アイスジャパンツアー2012（2012年1月15日、テレビ東京）
- スポーツのチカラ〜震災と闘うアスリートたち〜（2012年3月11日、NHK BS1）
- 8000m峰・完全登頂まで“あとひとつ”竹内洋岳サミットプッシュ（2012年3月21日、BS朝日）
- 石川遼の挑戦〜Try to the REAL〜 (2012年12月15日、ゴルフネットワーク）
- オデッサの階段（2012年10月11日 - 2013年3月21日、フジテレビ、COOLTV）
- COLLEGE×SPORT GREEN GENERATION（2012年11月17日 - 2015年3月21日 、フジテレビ）
- 金曜ロードSHOW!（2012年11月23日、日本テレビ）
- スターズ・オン・アイス2013（2013年1月13日、テレビ東京）
- ソチ五輪まで待てない！最強日本フィギュア陣・新年の誓いスペシャル（2013年1月13日、テレビ東京）
- 世界女子カーリング選手権（2013年3月16日、NHK BS1）
- 東大受験物語2013〜悔し涙と歓喜の桜フブキ!合格発表の瞬間を見逃すなSP!〜（2013年4月3日、日本テレビ）
- MUSABI TV（2013年7月、J:COM）
- ヤンマースペシャル 誰かに自慢したくなる日本人（2013年9月7日、TBS）
- フィギュアスケートジャパンオープン2013（2013年10月5日、テレビ東京）
- カーニバル・オン・アイス2013（2013年10月6日、テレビ東京）
- ソチオリンピック2014（2014年2月12日 - 2014年2月22日、テレビ東京）
- ソチオリンピック2014 ハイライト（2014年2月15日、テレビ東京）
- リアル×ワールド 完全密着!東大受験〜歓喜と涙…合格の瞬間を見逃すなSP〜（2014年3月29日、日本テレビ）
- 栄光の日本フィギュア 夢の続き（2014年4月13日、テレビ東京）
- スターズ・オン・アイス2014（2014年4月16日、テレビ東京）[345]
- おしゃ♡バレー 〜全日本女子バレー×ガールズトーク〜（2014年7月13日 - 7月27日、フジテレビ）
- 女子バレーWGP2014 予選ハイライト〜東京ファイナルへ 世界28カ国激突！〜（2014年8月11日、フジテレビ）
- Kis-My-Ft2 presents オフィスラーニングバラエティ OLくらぶ（2014年9月30日 - 2015年3月25日、テレビ朝日）
- クリスマス・オン・アイス2014（2014年12月29日、テレビ東京）
- 日本サッカー 逆襲へのシナリオ〜監督・選手が語る“強豪国”への道〜（2015年1月1日、NHK BS1）
- プロ野球　天国と地獄 〜元ドラフト1位の激動人生〜（2015年3月7日、テレビ朝日）
- 柔道グランドスラム東京2015（2015年12月5日 - 7日、テレビ東京）
- クリスマス・オン・アイス2015（2015年12月23日、テレビ東京）[346]
- まだ間に合う！鼠、江戸を疾る2（2016年5月14日、NHK）
- グルマンズカフェ（2016年9月4日 - 、TBS）
- フィギュアスケート ジャパンオープン2016（2016年10月1日、テレビ東京）
- 柔道グランドスラム東京2016（2016年12月2日 - 4日、テレビ東京）
- クリスマス・オン・アイス2016（2016年12月17日、テレビ東京）
- 人生最高レストラン（2017年1月7日 - 、TBS）
- スノボ＆フリースタイルスキー世界選手権2017（2017年3月8日 - 19日、テレビ東京）
- キビシー！（2017年8月25日、フジテレビ）
- フィギュアスケート ジャパンオープン2017（2017年10月7日、テレビ東京）
- カーニバル・オン・アイス2017（2017年10月8日、テレビ東京）
- クリスマス・オン・アイス2017（2017年12月16日、テレビ東京）
- ザ・ドキュメンタリー 銀盤ガールズ協奏曲 〜五輪への道 第1番〜（2018年4月2日、テレビ東京）[347]
- フィギュアスケート ジャパンオープン2018（2018年10月6日、テレビ東京）
- カーニバル・オン・アイス2018（2018年10月8日、テレビ東京）
- Fate Project 大晦日TVスペシャル2018（2018年12月31日、東京MX）
- 今秋開幕！世界野球プレミア１２　〜侍ジャパン世界一奪還へ〜（2019年3月27日、TBS）
- フィギュアスケート ジャパンオープン2019（2019年10月5日、テレビ東京）
- カーニバル・オン・アイス2019（2019年10月6日、テレビ東京）
- チコちゃんに叱られる!（2019年11月15日、2020年4月24日、NHK）
- 映画「約束のネバーランド」公開記念特番「脱出のネバーランド」（2020年12月14日 - 18日、フジテレビ）

#### CM
- 少しだけ…（2005、ケイタク）
- コミックハイ!（2007年、双葉社）
- BEAUTY MAGAZINE CHOCOLATE（2008年、バンダイ）
- DARS（2009年、森永製菓）
- メディファク☆モバイル（2009年、メディアファクトリー）
- 月刊ニュータイプ2月号（2011年、角川書店）
- 月刊ニュータイプ11月号（2011年、角川書店）
- コンプティーク9月号（2011年、角川書店）
- Fate/Zero（2011年、星海社）
- トレジャーリポート 機械じかけの遺産（2011年、バンダイナムコゲームス）
- AKB49〜恋愛禁止条例〜（2012年、講談社）
- 月刊ニュータイプ5月号（2012年、角川書店）
- コンプティーク1月号（2012年、角川書店）
- マイティアCL（2012年、千寿製薬）
- 甘城ブリリアントパーク ブースターパック（2014年、LEVEL NEO）
- 吉祥寺恋色デイズ（2014年、ボルテージ）
- きららちゃん（2014年、小学館）
- 月刊アフタヌーン5月号（2014年、講談社）
- 月刊アフタヌーン7月号（2014年、講談社）
- 月刊ニュータイプ11月号 （2014年、角川書店）
- コンプティーク9月号（2014年、角川書店）
- 上司と秘密の2LDK（2014年、ボルテージ）
- TYPE-MOONエースVOL.9（2014年、角川書店）
- ノイタミナ 10TH ANNIVERSARY BEST mixed by DJ和（2014年、ソニー・ミュージック）
- FAIRY TAIL 50巻（2015年、講談社）
- FAIRY TAIL 51巻（2015年、講談社）
- Fate/stay night セイバー 〜10th ロイヤルドレスver〜（2015年、アニプレックス）
- プロテカ カラーボックス編（2015年、エース (鞄)）
- テイルズ オブ リンク（2016年、バンダイナムコゲームス）
- ノーブルウィッチーズ（2016年、角川スニーカー文庫）
- 月刊ニュータイプ2月号 （2017年、角川書店）
- 仮面ライダー×スーパー戦隊 超スーパーヒーロー大戦（2017年、東映）
- ANAで奇跡を観に行こう。（2019年、ANA）
- バトルスピリッツ（2020年、バンダイ）
- 元・世界1位のサブキャラ育成日記 コミックス2巻（2020年、KADOKAWA）

#### PV
- ブレイブリーセカンド 〜胎動篇〜[348]
- モンスターハンター フロンティアG『狩友との絆が紡ぐ朗読ドラマ』 [349]
- 『カイト/KITE』 予告編
- 刀使ノ巫女 刻みし一閃の燈火
- 映画『ライアー×ライアー』 予告

### = 舞台
- 『のだめカンタービレ』Story Live Orchestra（2025年7月30日・31日〈予定〉、東京オペラシティ コンサートホール）[350]

### その他コンテンツ
- 7 days Memorial（結城レナ）新世紀GPXサイバーフォーミュラ新たなる挑戦者 攻略ビデオ
- 魔法の海兵隊員ぴくせる☆まりたん（ねいびーさん）まりたん集中ドリル かいへい2ねんせいよう リスニングCD
- The Time "SUEMITSU" Met "NODAME"（野田恵）
  - SUEMITSU & THE SUEMITHの4thシングル「Allegro Cantabile e.p.」に収録
- 限定ウェブFLASH動画Xenosaga II to III a missing year〜U.M.N.に封印されし真実の断片〜（アルマデル）
- スカルマン〜闇の序章〜
- 萌えっ娘ぱらだいす vol.2 〜ふわふわ感触宣言〜（アーチベル）
- GIRLSブラボー オリジナル・ボイスクロック＜ミハル＞
- かのこん 音声入り目覚まし時計/ちずる
- クイーンズブレイド かるたカード (よみあげCDつき!) レイナ、トモエ、ナナエル
- 日産N-Link Web絵本（シンデレラ）
- みつをTV ことばの応援歌（読み手：川澄綾子）
- MAPLUSポータブルナビ3 2010年度版地図
- MAPLUSポータブルナビ3 Fate/stay night セイバー
- 眉山ロープウェイ マチアソビVol7 セイバー（CV.川澄綾子）アナウンス
- 眉山ロープウェイガイドアナウンス マチアソビVol13 アナウンス [351]
- 秘封活動記録-月-（綿月依姫）

## ディスコグラフィ

### シングル
| 枚  | 発売日         | タイトル                          | 規格品番   | オリコン 最高位 |
| --- | -------------- | --------------------------------- | ---------- | --------------- |
| 1st | 1998年9月23日  | Dream it -あなたにめぐり会いたい- | KLDA-1001  | 圈外            |
| 2nd | 1999年3月25日  | 終わりのない夢に向かって          | VPDG-20793 | 圈外            |
| 3rd | 2002年12月21日 | …to you                           | MMCC-6012  | 164位           |
| 4th | 2004年11月5日  | カ・タ・コ・ト                    | KWCA-4     | 圈外            |
| 5th | 2005年9月14日  | Love Love! Chuっ Chuっ!           | AVCA-22397 | 101位           |
| 6th | 2006年11月22日 | 私の涙と空                        | SVWC-7426  | 146位           |

#### コラボレーション・シングル
| 枚  | 発売日         | タイトル            | 名義                 | 規格品番   | 規格品番   | オリコン 最高位 |
| 枚  | 発売日         | タイトル            | 名義                 | 初回限定盤 | 通常盤     | オリコン 最高位 |
| --- | -------------- | ------------------- | -------------------- | ---------- | ---------- | --------------- |
| 1st | 2006年12月20日 | Scoop!/7 days after | 川澄綾子・能登麻美子 | PCCG-00826 | PCCG-70019 | 29位            |

### アルバム

#### オリジナル・アルバム
| 枚  | 発売日        | タイトル | 規格品番   | オリコン 最高位 |
| --- | ------------- | -------- | ---------- | --------------- |
| 1st | 2002年3月21日 | Primary  | VICL-60853 | 91位            |

#### 企画アルバム
| 枚  | 発売日        | タイトル                      | 規格品番  | オリコン 最高位 |
| --- | ------------- | ----------------------------- | --------- | --------------- |
| 1st | 2003年3月26日 | まほろまてぃっく for 川澄綾子 | PICA-1261 | 87位            |

#### コラボレーション・アルバム
| 枚 | 発売日        | タイトル | 名義              | 規格品番  | オリコン 最高位 |
| -- | ------------- | -------- | ----------------- | --------- | --------------- |
| EP | 2004年10月8日 | AA       | 川澄綾子 & 清水愛 | GNCA-1021 | 188位           |

### タイアップ曲
| 曲名                              | タイアップ                                                                   | 時期   |
| --------------------------------- | ---------------------------------------------------------------------------- | ------ |
| Dream it -あなたにめぐり会いたい- | OVA『恋愛候補生 STARLIGHT SCRAMBLE』オープニングテーマ                       | 1998年 |
| Love One's Home                   | OVA『恋愛候補生 STARLIGHT SCRAMBLE』エンディングテーマ                       | 1998年 |
| 星の夢・月の涙                    | OVA『恋愛候補生 STARLIGHT SCRAMBLE』イメージソング                           | 1998年 |
| Love in Heaven                    | OVA『恋愛候補生 STARLIGHT SCRAMBLE』イメージソング                           | 1998年 |
| 約束                              | PCゲーム『約束の絆』主題歌                                                   | 1999年 |
| 終わりのない夢に向かって          | OVA『新世紀GPXサイバーフォーミュラSIN』エンディングテーマ                    | 1999年 |
| Belong to…                        | テレビアニメ『A.D.POLICE』挿入歌                                             | 1999年 |
| Yell                              | テレビアニメ『To Heart』エンディングテーマ                                   | 1999年 |
| 化石の街で                        | テレビアニメ『プリンセスナイン 如月女子高野球部』挿入歌                      | 1999年 |
| …to you                           | テレビアニメ『PIANO』オープニングテーマ                                      | 2002年 |
| アルテミス・イリュージョン        | PlayStation用ゲームソフト『幻想のアルテミス』オープニングテーマ              | 2000年 |
| アルバム                          | テレビアニメ『セラフィムコール』第10話エンディングテーマ                     | 2000年 |
| 迷いの森                          | PlayStation用ゲームソフト『KONOHANA:TrueReport』オープニングテーマ           | 2001年 |
| このままがいいよ                  | OVA『ONE 〜輝く季節へ〜』第4巻エンディングテーマ                             | 2001年 |
| Farewell to my love               | テレビアニメ『星界の戦旗II』エンディングテーマ                               | 2001年 |
| 星神 離珠でし                     | OVA『伝心まもって守護月天!』第6巻〜第8巻エンディングテーマ                   | 2001年 |
| かえりみち                        | テレビアニメ『まほろまてぃっく』オープニングテーマ                           | 2001年 |
| jesusが見えない                   | PlayStation 2用ゲームソフト『此花2〜届かないレクイエム〜』オープニングテーマ | 2002年 |
| 瞳の中の未来                      | OVA『ONE 〜輝く季節へ〜』イメージソング                                      | 2002年 |
| そ・れ・い・ゆ                    | テレビアニメ『まほろまてぃっく』第2期オープニングテーマ                      | 2002年 |
| off ground                        | PlayStation 2用ゲームソフト『此花3〜偽りの影の向こうに〜』オープニングテーマ | 2003年 |
| カ・タ・コ・ト                    | OVA『蒼い海のトリスティア』挿入歌                                            | 2004年 |
| ONE&ONLY                          | テレビアニメ『To Heart』イメージソング                                       | 2004年 |
| 夢であえるね                      | テレビアニメ『雪の女王』挿入歌                                               | 2005年 |
| Love Love! Chuっ Chuっ!           | テレビアニメ『おくさまは女子高生』オープニングテーマ                         | 2005年 |
| 私の涙と空                        | Xbox 360用ゲームソフト『BLUE DRAGON』挿入歌                                  | 2006年 |
| Happy Birthday                    | Xbox 360用ゲームソフト『BLUE DRAGON』挿入歌                                  | 2006年 |

### キャラクターソング
| 発売日   | 商品名 | 歌 | 楽曲                                                                 | 備考                                                                                           |
| 1998年   | 1998年 | 1998年 | 1998年                                                               | 1998年                                                                                         |
| -------- | --- | --- | -------------------------------------------------------------------- | ---------------------------------------------------------------------------------------------- |
| 3月21日  | 雀じゃん恋しましょ 〜VISKISS Spring Party〜                                                                                 | 夏目由加梨（川澄綾子） | 「わたしの季節」                                                     | プレイステーション・セガサターン用ソフト『ラブリーポップ 2in1 雀じゃん恋しましょ』関連曲       |
| 6月24日  | 星方武侠アウトロースター サントラII 〜創作的背景音樂第二                                                                    | メルフィナ（川澄綾子） | 「A DATE」                                                           | テレビアニメ『星方武侠アウトロースター』関連曲                                                 |
| 8月21日  | 星方武侠アウトロースター サウンド&シナリオトラック                                                                          | メルフィナ（川澄綾子） | 「昼の月〜For メルフィナ mix」                                       | テレビアニメ『星方武侠アウトロースター』関連曲                                                 |
| 1999年   | | |                                                                      |                                                                                                |
| 7月7日   | ゲートキーパーズ1970 | 生沢ルリ子（川澄綾子） | 「永遠の少年」                                                       | ゲーム『ゲートキーパーズ』関連曲                                                               |
| 7月7日   | ゲートキーパーズ1970 | フォークイントルーダーズ | 「サイケデリックでGO! GO!」                                          | ゲーム『ゲートキーパーズ』関連曲                                                               |
| 2000年   | | |                                                                      |                                                                                                |
| 7月26日  | ルームメイトノベル 〜佐藤由香〜 音楽集                                                                                      | 柊あや（川澄綾子） | 「夏へつづくパッセージ」                                             | ゲーム『ルームメイトノベル 〜佐藤由香〜』エンディングテーマ                                    |
| 2001年   | | |                                                                      |                                                                                                |
| 1月24日  | MELODY/shining★star | SISTER PRINCESS | 「MELODY」                                                           | ゲーム『Sister Princess』オープニングテーマ                                                    |
| 1月24日  | MELODY/shining★star | SISTER PRINCESS | 「shining★star」                                                     | ゲーム『Sister Princess』エンディングテーマ                                                    |
| 7月4日   | 笑顔がNO.1!やっぱりネ | シスター・プリンセス | 「笑顔がNo.1!やっぱりネ」 「まひるのアヒル」 「私のダーリン」        | テレビアニメ『シスター・プリンセス』関連曲                                                     |
| 9月29日  | 天使のピクニック | P.E.T.S. | 「天使のピクニック」                                                 | テレビアニメ『おとぎストーリー 天使のしっぽ』関連曲                                            |
| 10月30日 | 天使のしっぽ/One Drop | P.E.T.S. | 「天使のしっぽ」                                                     | テレビアニメ『おとぎストーリー 天使のしっぽ』オープニングテーマ                                |
| 2002年   | | |                                                                      |                                                                                                |
| 2月22日  | まほろまてぃっく 音楽編(2)                                                                                                  | まほろ（川澄綾子） | 「まあるいお月さま」 「メイドさんって素敵です」 「紫陽花の咲く庭で」 | テレビアニメ『まほろまてぃっく』関連曲                                                         |
| 7月25日  | 藍より青し 葵唄 -あおいうた-                                                                                                | 桜庭葵（川澄綾子） | 「最後の螢」 「振り向いてもいいですか?」 「朧月夜」                  | テレビアニメ『藍より青し』関連曲                                                               |
| 2003年   | | |                                                                      |                                                                                                |
| 4月25日  | SNOW ORIGINAL SOUNDTRACK | 雪月澄乃（川澄綾子） | 「空の揺りかご」                                                     | PCゲーム『SNOW』挿入歌                                                                         |
| 11月9日  | 藍より青し 藍青音盤(2) 寒椿                                                                                                 | 桜庭葵（川澄綾子） | 「夕凪」 「詞の花」                                                  | テレビアニメ『藍より青し』関連曲                                                               |
| 11月27日 | 藍より青し〜縁〜 劇盤二 "梅"                                                                                                | 桜庭葵（川澄綾子）、花菱薫（保志総一朗） | 「ずっとこのまま」                                                   | テレビアニメ『藍より青し』関連曲                                                               |
| 2005年   | | |                                                                      |                                                                                                |
| 4月6日   | 苺ましまろ Chara-CD (2) 「茉莉」                                                                                            | 茉莉（川澄綾子） | 「ミルクをこぼして」                                                 | テレビアニメ『苺ましまろ』関連曲                                                               |
| 8月24日  | 苺ましまろ Toy-CD(1) | 茉莉（川澄綾子）、アナ（能登麻美子） | 「まーぶる夢模様」                                                   | テレビアニメ『苺ましまろ』関連曲                                                               |
| 10月26日 | 苺ましまろ Toy-CD(2) | 千佳（千葉紗子）、茉莉（川澄綾子） | 「坂道ばびゅーん」                                                   | テレビアニメ『苺ましまろ』関連曲                                                               |
| 2006年   | | |                                                                      |                                                                                                |
| 3月29日  | 苺ましまろ キャラクターソングアルバム                                                                                       | 千佳（千葉紗子）、美羽（折笠富美子）、茉莉（川澄綾子）、アナ（能登麻美子） | 「いちごコンプリート」                                               | テレビアニメ『苺ましまろ』オープニングテーマ                                                   |
| 5月10日  | 鼓動 | 三島塔子（川澄綾子）、三島燐子（真堂圭） | 「鼓動」                                                             | テレビアニメ『夢使い』エンディングテーマ                                                       |
| 12月27日 | Fate/stay night キャラクターイメージソング I：セイバー                                                                      | セイバー（川澄綾子） | 「遠い夢」 「遠い夢 NUMBER201 Re-mix」                               | テレビアニメ『Fate/stay night』関連曲                                                          |
| 2007年   | | |                                                                      |                                                                                                |
| 2月21日  | Allegro Cantabile e.p. | SUEMITSU & THE SUEMITH、野田恵（川澄綾子） | 「The Time "SUEMITSU" Met "NODAME"」                                 | テレビアニメ『のだめカンタービレ』関連曲                                                       |
| 2月21日  | 「のだめオーケストラ」STORY!                                                                                                | 野田恵（川澄綾子） | 「おなら体操より」                                                   | テレビアニメ『のだめカンタービレ』関連曲                                                       |
| 2月23日  | 苺ましまろOVA Sweet-CD1 | 伸恵（生天目仁美）、千佳（千葉紗子）、美羽（折笠富美子）、茉莉（川澄綾子）、アナ（能登麻美子） | 「あっかん berry berry」                                             | OVA『苺ましまろ』オープニングテーマ                                                            |
| 4月25日  | 苺すぷらっしゅ | 伸恵（生天目仁美）、千佳（千葉紗子）、美羽（折笠富美子）、茉莉（川澄綾子）、アナ（能登麻美子） | 「苺すぷらっしゅ」                                                   | OVA『苺ましまろ encore』オープニングテーマ                                                     |
| 4月25日  | 苺ましまろOVA Sweet-CD2 | 茉莉（川澄綾子） | 「とっさ・デ・Bossa」                                                | OVA『苺ましまろ』関連曲                                                                        |
| 8月22日  | 原罪のAperitif | 姫（川澄綾子） | 「原罪のAperitif」                                                   | テレビアニメ『怪物王女』関連曲                                                                 |
| 10月24日 | 『スカイガールズ』キャラクターミニアルバム 1 桜野音羽＆エリーゼ・フォン・ディートリッヒ                                     | 桜野音羽（川澄綾子） | 「Dreamin' Bird」 「空色の道」 「Someday, Sometime」                 | テレビアニメ『スカイガールズ』関連曲                                                           |
| 2008年   | | |                                                                      |                                                                                                |
| 4月25日  | 灼眼のシャナII SPLENDIDE SHANA II Vol.2                                                                                     | 吉田一美（川澄綾子） | 「流れ星*エトランゼ」                                                | テレビアニメ『灼眼のシャナII』関連曲                                                           |
| 6月25日  | かのこん 第1巻 DVD限定版特典CD                                                                                              | 源ちずる（川澄綾子） | 「カラフル」                                                         | テレビアニメ『かのこん』関連曲                                                                 |
| 11月23日 | 『スカイガールズ』キャラクターベストアルバム                                                                                | 桜野音羽（川澄綾子） | 「夢の名前」                                                         | テレビアニメ『スカイガールズ』関連曲                                                           |
| 12月3日  | TVアニメ『まかでみ・WAっしょい!』挿入歌シリーズ まかでみ数え歌 其の3                                                        | エーネウス（川澄綾子） | 「きみのほうき雲」                                                   | テレビアニメ『まかでみ・WAっしょい!』挿入歌                                                    |
| 2009年   | | |                                                                      |                                                                                                |
| 3月25日  | かのこん・ないすばでぃ | 耕太（能登麻美子）、ちずる（川澄綾子）、望（竹内美優） | 「恋のミラクル☆サマーバケーション」                                  | ゲーム『かのこん えすいー』関連曲                                                              |
| 3月27日  | ケメコデラックス! デラックスなCD2                                                                                           | 小林ふみ子（川澄綾子）、葵ちゃん（千葉紗子） | 「あなたとわたしの吉祥寺」                                           | テレビアニメ『ケメコデラックス!』関連曲                                                        |
| 4月22日  | 思い出と約束 | レイナ（川澄綾子）、トモエ（能登麻美子）、ナナエル（平野綾） | 「思い出と約束」                                                     | テレビアニメ『クイーンズブレイド 流浪の戦士』エンディングテーマ                                |
| 7月24日  | TVアニメ『クイーンズブレイド 流浪の戦士』キャラクターソング+ショートドラマ 〜レイナVer1. キャラクターソング 〜レイナVer. 〜 | レイナ（川澄綾子） | 「on the mark」                                                      | テレビアニメ『クイーンズブレイド 流浪の戦士』関連曲                                            |
| 8月26日  | パンドララジオ スペシャルCD Vol.2 〜肉、肉、お肉〜♪ 究極の牛肉パラダイス〜                                                  | アリス（川澄綾子） | 「禁じられた遊び」                                                   | テレビアニメ『PandoraHearts』関連曲                                                            |
| 12月23日 | まほろまてぃっく Best Selection [Original recording]                                                                        | 安藤まほろ（川澄綾子） | 「ただいまの風」                                                     | テレビアニメ『まほろまてぃっく特別編 ただいま◆おかえり』オープニングテーマ                     |
| 12月23日 | まほろまてぃっく Best Selection [Original recording]                                                                        | とりおまてぃっく、みなわ（清水愛）、まほろ（川澄綾子） | 「［ま］のつくブギ！」                                               | テレビアニメ『まほろまてぃっく特別編 ただいま◆おかえり』エンディングテーマ                     |
| 2010年   | | |                                                                      |                                                                                                |
| 1月27日  | LOVE × HEAVEN | 彩京朋美（川澄綾子）、セルニア＝伊織＝フレイムハート（中原麻衣）、大地薫（釘宮理恵）、四季鏡早苗（小清水亜美） | 「LOVE × HEAVEN」                                                    | テレビアニメ『れでぃ×ばと!』オープニングテーマ                                                 |
| 3月10日  | れでぃ×ばと! キャラクターファイル Vol.1                                                                                     | 彩京朋美（川澄綾子）、セルニア＝伊織＝フレイムハート（中原麻衣） | 「イタズラ TEA TIME」 「きゅんきゅんドリルドール」                   | テレビアニメ『れでぃ×ばと!』関連曲                                                             |
| 3月25日  | クイーンズブレイド ヴォーカル・コンプリート・アルバム                                                                       | レイナ（川澄綾子） | 「思い出と約束（レイナver.）」                                       | テレビアニメ『クイーンズブレイド 流浪の戦士』関連曲                                            |
| 5月12日  | Wishes Hypocrites | 辻堂美由梨（川澄綾子）、桂木華（日笠陽子） | 「正義のKISSで勝負して」                                             | テレビアニメ『聖痕のクェイサー』関連曲                                                         |
| 7月28日  | オオカミさんと七人の仲間たち キャラクターソングアルバム オトギソングス BEST10                                               | 鶴ヶ谷おつう（川澄綾子） | 「翼をください」                                                     | テレビアニメ『オオカミさんと七人の仲間たち』関連曲                                             |
| 2011年   | | |                                                                      |                                                                                                |
| 1月26日  | TVアニメ 『侵略！イカ娘』ドラマCD                                                                                           | 偽イカ娘（川澄綾子） | 「も・じ・も・じ Beating☆Heart」                                     | テレビアニメ『侵略!イカ娘』関連曲                                                              |
| 1月26日  | TVアニメ 『侵略！イカ娘』ドラマCD                                                                                           | 偽イカ娘と暑苦しい人たち［偽イカ娘（川澄綾子）］ | 「漣の向こう側へ」                                                   | テレビアニメ『侵略!イカ娘』関連曲                                                              |
| 7月6日   | Dororonえん魔くん メ〜ラめら 昭和ヒットスタジオ                                                                             | 雪子姫（能登麻美子）、ハルミ（川澄綾子） | 「老人と子供のポルカ」 「時代」 「また逢う日まで」                   | テレビアニメ『Dororonえん魔くん メ〜ラめら』挿入歌                                             |
| 2012年   | | |                                                                      |                                                                                                |
| 12月12日 | それいけ!アンパンマン ベストヒット'13                                                                                       | ドレミ姫（川澄綾子） / コーラス：ドリーミング | 「サンタが町にやってくる」                                           | テレビアニメ『それいけ!アンパンマン』関連曲                                                    |
| 2013年   | | |                                                                      |                                                                                                |
| 8月28日  | ハヤテのごとく！ Cuties Blu-ray第2巻特典CD                                                                                  | 天王州アテネ（川澄綾子） | 「1/2のアリス」                                                      | テレビアニメ『ハヤテのごとく! Cuties』関連曲                                                   |
| 2014年   | | |                                                                      |                                                                                                |
| 11月19日 | 甘城ブリリアントパーク キャラクターソング集                                                                                 | モッフル（川澄綾子）、マカロン（白石涼子）、ティラミー（野中藍） | 「ブリリアントヒーローズ！」                                         | テレビアニメ『甘城ブリリアントパーク』関連曲                                                   |
| 2017年   | | |                                                                      |                                                                                                |
| 2月8日   | 装神少女まとい キャラクターソングミニアルバム                                                                               | 皇まとい（諏訪彩花）、草薙ゆま（大空直美）、クラルス・トニトルス（戸松遥）、皇伸吾（東地宏樹）、春夏・ルシエラ（川澄綾子）、カリオテ（檜山修之）、手塚秀夫（阿部敦） | 「ソーシン節」                                                       | テレビアニメ『装神少女まとい』関連曲                                                           |
| 2018年   | | |                                                                      |                                                                                                |
| 11月18日 | プリンセスコネクト！Re:Dive PRICONNE CHARACTER SONG 06                                                                      | ジュン（川澄綾子）、クリスティーナ（たかはし智秋）、トモ（茅原実里）、マツリ（下田麻美） | 「Aloofness Code」                                                   | ゲーム『プリンセスコネクト！Re:Dive』挿入歌                                                    |
| 2021年   | | |                                                                      |                                                                                                |
| 6月2日   | Fate/Grand Carnival 1st Season 完全生産限定版特典CD                                                                         | マシュ・キリエライト（高橋李依）、ニトクリス（田中美海）、エリザベート・バートリー（大久保瑠美）、酒呑童子（悠木碧）、茨木童子（東山奈央）、女王メイヴ（佐倉綾音）、アタランテ（早見沙織）、謎のヒロインX（川澄綾子）、イシュタル（植田佳奈）、ネロ・クラウディウス（丹下桜）、シトナイ（門脇舞以） | 「すーぱー☆あふぇくしょん」                                          | OVA『Fate/Grand Carnival』テーマソング                                                         |
| 12月22日 | Fate/Grand Order Original Soundtrack V                                                                                      | 謎のアイドルX〔オルタ〕（川澄綾子） | 「私の銀河」                                                         | ゲーム『Fate/Grand Order』関連曲                                                               |
| 2022年   | | |                                                                      |                                                                                                |
| 2月16日  | パチンコ・パチスロ『ガールズ&パンツァー 劇場版』ボーカルミニアルバム「音楽道、まだまだ邁進中です!!!」                       | 西住みほ（渕上舞）、西住まほ（田中理恵）、ダージリン（喜多村英梨）、ケイ（川澄綾子）、アンチョビ（吉岡麻耶）、カチューシャ（金元寿子）、西絹代（瀬戸麻沙美）、ミカ（能登麻美子） | 「ブレイブハーツ・アッセンブル」                                     | パチンコ・パチスロ『ガールズ&パンツァー 劇場版』関連曲                                         |
| 7月27日  | プリンセスコネクト！Re:Dive PRICONNE CHARACTER SONG 28                                                                      | アオイ（花澤香菜）、ユカリ（今井麻美）、ジュン（川澄綾子） | 「さん！シャインPARTY」                                              | ゲーム『プリンセスコネクト！Re:Dive』挿入歌                                                    |
| 7月27日  | プリンセスコネクト！Re:Dive PRICONNE CHARACTER SONG 28                                                                      | ジュン（川澄綾子） | 「さん！シャインPARTY」                                              | ゲーム『プリンセスコネクト！Re:Dive』関連曲                                                    |
| 2023年   | | |                                                                      |                                                                                                |
| 9月27日  | TVアニメ「ガールズ＆パンツァー」10周年ベストアルバム                                                                        | 西住みほ（渕上舞）、ダージリン（喜多村英梨）、ケイ（川澄綾子）、アンチョビ（吉岡麻耶）、カチューシャ（金元寿子）、西住まほ（田中理恵） | 「Enter Enter MISSION! 第63回戦車道全国高校生大会ver.」              | テレビアニメ『ガールズ&パンツァー』関連曲                                                      |
| 2024年   | | |                                                                      |                                                                                                |
| 3月20日  | Fate/Grand Order 藤丸立香はわからない BD / DVD 完全生産限定版特典CD                                                         | 謎のアイドルX〔オルタ〕（川澄綾子）、ネロ・クラウディウス（丹下桜）、エリザベート・バートリー（大久保瑠美） | 「ビッグバン☆ソング」                                                | Webアニメ『Fate/Grand Order 藤丸立香はわからない「大忘年おたのしみ会2023」』エンディングテーマ |

### その他参加楽曲
| 発売日         | 商品名                                              | 歌                   | 楽曲                                 | 備考                                                     |
| -------------- | --------------------------------------------------- | -------------------- | ------------------------------------ | -------------------------------------------------------- |
| 1998年7月29日  | 頭文字D SOUND FILE vol.1                            | 川澄綾子             | 「夏のイニシャル〜なつきのテーマ〜」 | テレビアニメ『頭文字D』関連曲                            |
| 1999年3月25日  | 頭文字D VOCAL BATTLE                                | 三木眞一郎、川澄綾子 | 「around the world (D.RODGERS mix)」 | テレビアニメ『頭文字D』関連曲                            |
| 1999年7月9日   | To Heart Animation Sound Track                      | 川澄綾子             | 「Yell」                             | テレビアニメ『To Heart』エンディングテーマ               |
| 2001年11月22日 | まほろまてぃっく 音楽編(1)                          | 川澄綾子             | 「かえりみち」                       | テレビアニメ『まほろまてぃっく』オープニングテーマ       |
| 2003年9月26日  | ゲームボーカルベスト 〜志倉千代丸楽曲集〜 Vol.2     | 川澄綾子             | 「off ground」                       | ゲーム『此花3 〜偽りの影の向こうに〜』オープニングテーマ |
| 2003年9月26日  | ゲームボーカルベスト 〜志倉千代丸楽曲集〜 Vol.2     | 川澄綾子             | 「迷いの森」                         | ゲーム『KONOHANA:TrueReport』オープニングテーマ          |
| 2005年6月15日  | NHKアニメ劇場「雪の女王」オリジナルサウンドトラック | 川澄綾子             | 「夢であえるね」                     | テレビアニメ『雪の女王』挿入歌                           |
| 2006年11月22日 | dream power-翼なき者たちへ-                         | A・G・A・S           | 「dream power-翼なき者たちへ-」      |                                                          |

## ライブ
- PIANO 音楽スタッフ（主演と兼任）
- 2001年 シスプリ ライブ
- まほろまてぃっく らいぶ!
- のだめオーケストラコンサート第2弾〜アニメ版〜 おなら体操をピアノ演奏